# 忍者ハットリくん
- 藤子不二雄（連載） > 藤子不二雄Ⓐ > 忍者ハットリくん
- 藤子不二雄 > アニメ > 忍者ハットリくん
- 藤子不二雄 > 実写 > 忍者ハットリくん

『忍者ハットリくん』（にんじゃハットリくん）は、藤子不二雄（1988年の独立後の数か月のみ藤子不二雄Ⓐ）名義で発表された日本のギャグ漫画作品。1964年の初出時から安孫子素雄の単独執筆作品。
本項では、この漫画を原作としたテレビドラマ、テレビアニメ、劇場アニメ、実写映画作品についても述べる。「ハットリくん」は、本作の主人公・ハットリカンゾウ（服部貫蔵）の呼び名である。
以下の#漫画連載以降は、特記のない限り漫画作品を基準として述べる。アニメ等の別媒体の作品は下記の各項を参照。ただし、#登場人物のみ、各媒体の事項を織り交ぜて述べる。
- 1966〜1968年のテレビドラマ - #ドラマ
- 1981年開始のテレビアニメ - #アニメ
- 2012年開始のテレビアニメ - #アニメ2
- 1982年〜1985年の劇場用アニメ映画 - #劇場アニメ
- 2004年の劇場用実写映画 - NIN×NIN 忍者ハットリくん THE MOVIE

## 概要
忍者の里、伊賀から忍術修行のため上京したハットリくんが、様々な騒動を巻き起こす物語。居候先の三葉ケン一との友情やギャグを描く一方で、様々な忍術を読者に紹介する要素も盛り込まれている。作者の安孫子によると、自分の作品の中では一番のお気に入りだという。

### 歴史
漫画雑誌『少年』（光文社）にて、1964年11月号から1968年2月号まで3年以上にわたって連載され人気を博した（以下、この連載漫画を「60年代連載版」と呼ぶ）。
1966年、1967年と2年連続でテレビドラマ化された。
1980年7月から1981年5月にかけて『少年ポピー』（少年画報社）に目玉連載の1作として再録連載された。
1981年夏、月〜土曜日に週6本の新作アニメを放送していた『ドラえもん』（藤本単独作）のアニメ原作用漫画のストックが尽き、週1回放送の30分番組に枠移動することが決定。月〜土曜日放送の後番組として『忍者ハットリくん』に白羽の矢が立つ。9月28日からアニメ放送が開始。それに先立ち、9月15日から『月刊コロコロコミック』にて新作漫画の連載が開始された（以下、この連載漫画を「80年代連載版」と呼ぶ）。
60年代連載版やモノクロ実写版、アニメ版は生活ギャグ中心のストーリー。80年代連載版では生活ギャグに加えて、様々な忍者のライバルが登場して戦ったり、連続ものの冒険物語もあったりとバラエティに富んだ内容となっている。
アニメは1987年に一旦終了。漫画連載は1988年に終了。その後、アニメが世界各国に輸出され放送されたことで、各国で人気となる。特に10億人以上の人口を擁するインドで2004年から放送が開始され国民的な大人気アニメ作品となった。
2012年にはインド向けに作られた新作アニメが放送を開始。2013年からはそれが日本でもテレビ放送され、2023年現在はネット配信で視聴可能になっている。

### その他の展開
1980年代から末期にかけて住友銀行のノベルティーグッズのキャラクターになっていた。また、藤子不二雄Ⓐの出身地である富山県氷見市では忍者ハットリくんがPRキャラクターとなっており、市のイベントなどでは着ぐるみのハットリくんがしばしば登場する。また、氷見市の比美町商店街はハットリくんを中心とした藤子Ⓐ作品のキャラクターのモニュメントやアートが多数存在する「忍者ハットリくんロード」を中心とした「忍者ハットリくんに出会える街」として観光客を集めている。

## 漫画連載

### 1960年代
雑誌連載
- 『少年』（光文社）
  - 1964年11月号〜1968年2月号（同誌は3月号で休刊）
  - 期間：3年4か月（全40回）
- 『少年ブック』（集英社）
  - 1968年4月号〜5月号
  - 期間：2か月（全2回）
  - 「アリキンズ対ニンジャーズ大決戦」のエピソード名で単行本に収録

雑誌読切
- 『少年』増刊号（光文社）
  - アルバイトの道はきびしゅうござる（1965年お正月増刊号）
  - ターザンまんが家アイヤイヤ（1965年夏休み増刊号）

『少年』にてオバQブームと重なる時期に連載され、オバQと共に藤子不二雄の人気連載として注目を浴び、安孫子も力を入れて執筆したが、同誌の休刊直前である1968年2月号で連載が終了した。掲載最終話は、特に最終回らしい内容ではない普通のエピソード「モンキー温泉ウキキのキーの巻」（後編）である。その2か月後に『少年ブック』にて新連載が開始されたが、わずか2回で終了した。
上記の1960年代の雑誌に掲載された作品は、藤子不二雄Ⓐデジタルセレクション『忍者ハットリくん』全4巻にて全話を読むことができる。
ソノシート（朝日ソノラマ）
- あっぱれ! カンゾウ初てがら（1966年4月）
- 怪獣ショーで大あばれ（1967年9月）
- サッカーのまき（1967年9月）

### 1970年代
雑誌読切
- たのしい幼稚園（講談社）
  - 1972年2月号[3]

### 1980年代
- 掲載誌と掲載号（すべて小学館）
  - 月刊コロコロコミック：1981年10月号 - 1988年5月号
  - てれびくん：1982年6月号 - 1984年4月号
  - 小学一年生：1982年4月号 - 1984年5月号
  - 小学三年生：1982年4月号 - 1983年3月号
  - 小学四年生：1983年9月号 - 1985年3月号
  - 小学五年生：1982年11月号 - 1985年9月号
- 期間：7年8か月（全194回）　※各誌の合計

藤子不二雄Ⓐデジタルセレクション『忍者ハットリくん』全8巻にて上記194回のうちの101回分を読むことができる。単行本未収録回の詳細は#未収録作を参照。
1980年代に合わせた新設定で連載を開始。安孫子はアニメ版の声優の個性溢れる演技に感銘を受け、筆が進んだと語っている（文庫版あとがきより）。この1981年からの連載漫画は月刊誌連載としては藤子Ⓐ作品の中では当時の最長記録となった（その後『プリンスデモキン』により記録更新）。1985年8月には『小学五年生』にて初めて最終回が掲載され（単行本未収録）、1988年4月に『月刊コロコロコミック』に掲載された2つ目の最終回にて、旧シリーズの開始から24年後、実質合計11年の漫画連載が終了した。
1983年〜1985年には、『パーマン』と共演した漫画『忍者ハットリくん+パーマン』の連載を安孫子が単独で執筆し、劇場版アニメも作られた。漫画『忍者ハットリくん+パーマン』は、てんとう虫コミックスレーベルの単行本『忍者ハットリくん』13巻（絶版）にのみ収録されている。

### 未収録作
全単行本に未収録（4作）
1966〜1967年のソノシートに掲載された3作と、1972年に『たのしい幼稚園』に掲載された読切1作が単行本に未収録である。
書名に『忍者ハットリくん』を含む本に未収録（1作）
- さよなら! ハットリくん…
  - 『小学五年生』1985年9月号に掲載。2作描かれた最終回のうちの1作目。2023年発行の『藤子不二雄ⒶメモリアルBOX』に収録。

2024年現在通常購入できる本に未収録（87作）
上記の5作の他、87作（長編作も含むため連載92回分）は藤子不二雄Ⓐデジタルセレクションには収録されていない（映画原作『忍者ハットリくん+パーマン』2作を含む）。これらの87作は、てんとう虫コミックスの4、9〜16巻、ぴっかぴかコミックスの1〜4巻を古書で購入すれば読むことができる。

## 単行本
< >内は刊行年。※印は絶版。
80年代連載版を収録した単行本はてんとう虫コミックスとぴっかぴかコミックスを除く単行本では『新忍者ハットリくん』という書名になっている。
- サンデーコミックス（秋田書店）全3巻 <1968年>※
- てんとう虫コミックス（小学館）全16巻 <1982-1988年> ※
- 藤子不二雄ランド・新編集 忍者ハットリくん（中央公論社）全4巻 <1987年>※
- 藤子不二雄ランド・新忍者ハットリくん（中央公論社）全8巻 <1989-1990年>※
- 光文社文庫・「少年」傑作集 第5巻 忍者ハットリくんほか（光文社）<1990年>※
  - 「少年」掲載作品の傑作選（当作品以外も掲載）。刊行された「少年」から直接版をとっており、表記や広告含め雑誌掲載時のまま。
- 中公文庫コミック版・忍者ハットリくん（中央公論新社）全2巻 <1996年>
- 中公文庫コミック版・新忍者ハットリくん（中央公論新社）全4巻 <1996年>
- 藤子不二雄Ⓐランド・新編集 忍者ハットリくん（ブッキング）全4巻 <2003年>
- 藤子不二雄Ⓐランド・新忍者ハットリくん（ブッキング）全8巻 <2004年>
- ぴっかぴかコミックス・忍者ハットリくん（小学館）全4巻 <2005-2006年>※

### 単行本の描きかえ
単行本の発行時期により、収録作品の設定が部分的に変更される場合がある。一例として、「みたか! しったか! ハットリ打法」（『少年』1965年（昭和40年）3月号掲載）では、ハットリくんが野球の腕を披露し、そこで「野球は忍法に似ている」という旨のセリフの後、3人のプロ野球選手の名前を出しながら「○○、○○、○○なら忍者になれる（○○は選手の名前）」という主旨のセリフを言って、ケン一が忍者の服を着た3人を想像しているシーンがある。この○○の中に入る選手の名前とケン一が想像している選手の絵がその都度変更されている。
- 1968年初版のSUNDAY COMICS - 長島（長嶋茂雄）、広瀬（広瀬叔功）、吉田（吉田義男）
- 1982年発行のてんとう虫コミックス - 王（王貞治）、山本（山本浩二）、掛布（掛布雅之）
  - この当時王貞治は現役を引退していた。
- 1996年発行の中公文庫コミック版 - 清原（清原和博）、イチロー、松井（松井秀喜）

## 長編
月刊コロコロコミックの連載では、1982年から1986年にかけて5作の長編漫画が描かれた。下表のうち#1から#3は連載開始の翌年3月に劇場用アニメ映画としても公開された。#4と#5はもともと映画とは無関係な長編として連載され、映画は作られなかった。

### 長編一覧
- 収録巻
  - DS - 藤子不二雄Ⓐデジタルセレクション『新忍者ハットリくん』
  - TC - てんとう虫コミックス『忍者ハットリくん』

| # | 初出年月 | タイトル                                               | 連載回数 | 頁数 | 舞台         | 敵         | 収録巻 | 備考     |
| - | -------- | ------------------------------------------------------ | -------- | ---- | ------------ | ---------- | ------ | -------- |
| 1 | 1982.12  | ニンニンふるさと大作戦の巻                             | 4        | 72   | 伊賀の里     | メカ忍軍団 | DS4    | 映画公開 |
| 2 | 1983.11  | 忍者ハットリくん+パーマン 超能力ウォーズ               | 4        | 70   | ニューヨーク | サイコマン | TC13   | 映画公開 |
| 3 | 1984.11  | 忍者ハットリくん+パーマン 忍者怪獣ジッポウVSミラクル卵 | 4        | 73   | 新宿副都心   | ミラクル卵 | TC13   | 映画公開 |
| 4 | 1985.3   | 失われた世界からの忍者                                 | 7        | 105  | 恐竜島       | トカゲ魔人 | DS6    |          |
| 5 | 1985.12  | 伊賀・甲賀・呪い賀忍法大作戦                           | 5        | 71   | 甲賀〜呪い賀 | 呪い賀忍者 | DS7    |          |

### 失われた世界からの忍者
ケン一がニューヨーク帰りのおじさんからもらった恐竜のウンチの化石は日本製の偽物だった。だがそれを狙うトカゲ魔人が現れケン一は誘拐されてしまう。港に呼び出されたハットリくんたちは謎の船シー・ドラゴン号に乗船。魔のトワイライト・ゾーンを抜けてやってきたのは恐竜島だった。

### 伊賀・甲賀・呪い賀忍法大作戦
行方不明になったケムマキを探しに、甲賀の里へと旅立ったハットリくんと影千代。甲賀の忍者屋敷を散策していると、ケムマキのイトコの甲賀忍者・ウズマキウズマルが現れる。忍猫塾で影千代と同級だった3匹の忍者猫たちの手も借りて、皆のケムマキ救出作戦がはじまる。

## スピンオフ
ワシ獅子丸!!
月刊コロコロコミックでの連載漫画は、1984年5月号から『ワシ獅子丸!!』というタイトルになり（「忍者ハットリくん」の文字は小さく表示）、獅子丸が主役となった。同年12月号から映画原作『忍者ハットリくん+パーマン 忍者怪獣ジッポウVSミラクル卵』の連載に切り替わり、その後は長編『忍者ハットリくん 失われた世界（ロスト・ワールド）からの忍者』を経て通常の短編『忍者ハットリくん』に戻ったため、獅子丸が主役の回は7回のみとなった。獅子丸が主役の回はてんとう虫コミックス（TC）の11巻と12巻に収録されている（藤子不二雄Ⓐデジタルセレクション（DS）には下表の#1、#3、#4のみ『新忍者ハットリくん』の7巻に収録）。
| # | サブタイトル                 | 初出年月 | TC | DS |
| - | ---------------------------- | -------- | -- | -- |
| 1 | 獅子丸修業中の巻             | 1984.04  | 11 | 7  |
| 2 | ワシをさらってほしいワンの巻 | 1984.05  | 11 | -  |
| 3 | 獅子丸対カラス忍群の巻       | 1984.06  | 11 | 7  |
| 4 | ムササビ忍者モモンベエの巻   | 1984.07  | 11 | 7  |
| 5 | ワシはスターだワン!の巻      | 1984.08  | 11 | -  |
| 6 | 忍法「ギョタクづくり」の巻   | 1984.09  | 12 | -  |
| 7 | 忍法「目だたず」!!の巻       | 1984.10  | 12 | -  |

## 登場人物
声は1981年版 / 2012年版。1人のみで特筆の無い場合は両方で担当。

### 主要人物
ハットリくん
声 - 堀絢子
本作品の主人公であり、フルネームは「ハットリ カンゾウ」。漢字では「服部 貫蔵」。5月5日生まれ。伊賀流の少年忍者で、服部半蔵の子孫らしい。年11歳。身長134cm、体重40kg。どんぐりまなこと「へ」の字口、頬の渦巻きがトレードマーク。顔は基本は「忍者は表情を悟られてはならない」という修行で身につけた無表情であるが、アニメでは表情豊かである。原作では顔面筋肉体操をしていたり、作者のコメントでは「常にポーカーフェイスで滅多に心を顔に出さない」と言われている。一人称は「拙者」。まだ少年ながらあらゆる忍術に長け、特に「変わり身の術（変装）」や、風呂敷（伊賀織りの特別製）を使って空を飛ぶ「忍法ムササビ」が得意。修行のために東京の三葉家へと、押し掛け同然にやって来た。性格は冷静沈着だが、実はお人好しでお節介で詰めが甘いところがある。好物はタケノコの煮物とジャガイモ料理（ポテトグラタン、ポテトコロッケ）、ハンバーガー、クレープといったファーストフード。特にハンバーガーは1日に何度もハンバーガーショップに出入りするほど。しかも同じ姿で何度も行くと格好悪いと思ったのか、変装してでも食べようとしているほどの好物である。カエルが苦手で一目見ると平常心を失ってしまい（特にトノサマガエルが苦手。「武士である忍者は殿様に弱いから」であると本人は語っている）、ガマの油を塗られたときはカエルアレルギーで塗られた場所に蕁麻疹が出たほど。そのことで、普段忍者として実力が下であるケムマキから馬鹿にされることもある。2012年版アニメではパソコンや複写機など情報機器の扱いや、電車やバスなどの近代文化の乗り物に乗るのが苦手とされる。ケン一を助けるあまりに、それがあだで忍法でかなり派手な大失敗もしばしばやらかす。ハットリくんが大失敗をしでかしたときに一同が「ズコ!」（「ズッコケ」が由来）といいずっこける場面はハットリくんから定着していき、他キャラもさかんにやるようになった。本人もまだまだ修業中の身であり、忍法に関しては未熟なことは大失敗を通して認めている。いかなる場所でも常に忍び装束姿（色は60年代連載版では黒、80年代連載版とアニメでは青）、頭には常に頭巾をかぶり、赤色の褌を締めている。風呂に入る時も常に非常時に備えて畳んだ装束を頭に巻きつけていて、頭巾を取ったところは弟のシンゾウですら見たことがないらしい（作者曰くケムマキのような髪型ではないかとのこと）。周囲の人間に対しては、語尾の「-でござる」、「ニンニン」など、独特の口調でしゃべるが、60年代連載版ではシンゾウとの会話では普通の口調で一人称も「おれ（たち）」になる。そして男性には「-氏（うじ）」、女性には「-殿」と敬称を付けて呼んでいるが、敵対している時のケムマキに対してだけは呼び捨てである。初登場時には天井に逆さに張り付いて寝るという設定だったが、この設定が描かれたのは最初の1回だけで、その後は天井裏の床に布団を敷いて普通に寝ている。また、初登場時には十字手裏剣型のおねしょをした。あまり知られていないが、シンゾウたちすら誰にも知られていないテントのような簡易リフレッシュルームで自分だけの時間を作っており、懐かしい故郷の伊賀の風景や両親たちを思う場面がある。
三葉 ケン一（みつば ケンいち）
声 - 菅谷政子 / 天神林ともみ
カンゾウに次ぐ副主人公。ハットリ兄弟の居候先の一人息子であり親友。近視のため眼鏡をかけている。一人称は「僕」。比較的恵まれた家庭環境だが、学業も運動も苦手な小学生。2月28日生まれ。身長132cm。命名したのは健太郎の父で、「健康第一」を願って名付けられた。初期原作とアニメではほとんど半ズボン姿で、80年代連載版では常に長ズボンを穿いている。カンゾウからは「ケン一氏（うじ）」と呼ばれている。自分の非力をごまかすために、カンゾウの忍法を利用して見栄を張ることも多い一方、夢子のためなら態度が変わったり、忍法「一寸法師」のようにインチキ忍法の手助けをしたこともあるなど、多少腹黒い面も見られる。夢子以上にわがままであり、癇癪持ち。シンゾウや獅子丸だけでなく、ハットリくんにも面と向かって（もういいよ！）などとキレるように怒り飛ばすことも少なくない。すぐ拗ねるくせがある。
お調子ものでお人好し。それがもとでクラスで笑いものになったりする。テレビなどで見たサーフィン、ゴルフ、ロッククライミングなどの流行りものに影響されてはその度に挑戦するが、ことごとく失敗する上にすぐに飽きて周囲を呆れさせている。それも多くは夢子に良いところを見せて好かれたい、という欲望が混ざっていたりする。写真撮影は数少ない特技のひとつであり、コンテストにも入賞しているほど。
シンゾウ
声 - 三田ゆう子 / 日向ゆきこ
カンゾウの弟。フルネームは、「ハットリ シンゾウ」。通称：シンちゃん。漢字で書くと「服部 心蔵」。年齢は5歳くらい。兄を慕って独りで上京して来た。一人称は「俺」。ごく稀に「僕」。アニメ版寝特に初期ではごくまれにカンゾウをまねている「～でごじゃる」調の少し幼児っぽい口調だった。まだ見習い忍者のため、木刀と竹製の手裏剣しか持たせてもらえず（80年代連載版終盤では、通常の幅を半分に切り詰めた軽めの金属製の手裏剣を打っていた）、鎖帷子は樹脂などの軽い素材で出来ているらしい。そして常に赤の忍び装束を着ていて（60年代連載版では水色）、ピンク色の褌を締めている。好物はケーキ。チョコレートも好物と、甘党。兄と比べ随分と軽い性格で、ケン一や獅子丸らと一緒に遊んだり（ロクでもないことを考えるのもこのトリオ）、とんでもないことをしでかしたりしては、よく兄に叱られている。その結果よくケムマキや影千代に騙されやすい。兄には及ばないが、ジグソーパズルが得意であったり、おねしょの際にはケン一と獅子丸と一つの布団に寄り添ってママの洗濯負担を3分の1に抑えるといった知恵もはたらく。泣き声が破壊音波と化す忍法「涙パワー」が唯一にして最強の必殺技（80年代連載版終盤では、兄を凌駕する飛び影を発揮した）。アニメでは獅子丸がやっとこで尻をつまんで発動させるパターンが多いが、自ら意識的に泣いて発動させるパターンも存在する。頬が赤い日の丸の形であるが、成長するとカンゾウのように渦巻きになる家系らしい。まだ幼い年齢が故に、ケムマキの策略でホームシックにかかってしまい、伊賀の里に帰りたいとダダをこねてしまう一幕もあった。連載初期はカンゾウと同じどんぐり眼だったが、次第に瞳が大きくなり、そちらが定着した。走る時に「シンシン…」と言う。
ケムマキ・ケムゾウ
声 - 肝付兼太 / 小川一樹
甲賀流(こうがりゅう)の少年忍者で、カンゾウの好敵手。身長130cm。一人称は良い子ぶる時は「僕」、それ以外は「俺」。忍術の腕前はカンゾウには今ひとつ及ばないものの、伊賀流のカンゾウをライバルとして強く意識して常に対抗意識を燃やしている。夢子を巡ってよくライバルのケン一と張り合う。しかし時には協力し合ったり、助けられることも。甲賀の掟により正体を明かすことを禁じられているため（80年代連載版では割と人前で忍者姿になっている）、普段はずるがしこく良い子ぶり、猫かぶりしておりケン一と同じ学校に通い手芸をするなど大人しい男子を演じているが、実際は相当のひねくれ者。
担任の小池先生やクラスメイトの夢子の前で優等生を演じる反面、（ハットリとの関わりを知る前から）ケン一を執拗にいじめ、からかっては憂さ晴らしに浸り、毎回カンゾウの活躍で手痛い報復を受ける（80年代連載版では60年代連載版やアニメ版に対して比較的温和な性格になっており、ハットリやケン一に対しても友人として親身に接したり、第三勢力の忍者などとの戦いで共闘する場面も多い）。皮肉屋で意地っぱりな上良い子ぶりっ子という、いわゆる鼻つまみ者だが、実際は幼い面もあり寂しがり屋で、時には心優しい一面も見せる（80年代連載版では他の曲者に買い物の品物を盗られて泣きそうになったシンゾウに千円札をあげたこともある）。ケン一のママがケムマキは自炊だということを知り哀れに思いケムマキの料理を一晩だけ作りにきたことがあり、そのときは影千代と一晩だけの母の温もりを感じた。また、忍術を犯罪行為に利用することは決して許さず、幼い女の子からアイスクリームを盗んだ影千代に激昂し、一時的に破門したことがある。
冷蔵庫がカラで空腹になるほど貪欲であるが、都内のマンションで影千代とともに暮らしており（80年代連載版では木造アパート）、80年代連載版では故郷の祖父や兄弟が登場するが、両親が健在か否かは不明（アニメ版にはケムマキの回想で母親が登場したり、夢の中にご先祖が出てきたこともあり、ハットリとの戦いに関しての助言をした）。走る時や飛び回る時に「ケンケーン…」と言う。影千代をしごいたりこき使ってはいるが、内面では兄弟同然の情愛を寄せており、姿が見えないと寂しがるなどの様子も見せる。ハットリが伊賀の里に帰ることになった振りをした際、ケムマキは本気で帰ると思い込み、打算抜きでケン一にハットリを引き止めるための協力を求めるなど、心優しい一面も垣間見せる。
雷が大嫌いで、ケン一や夢子の目の前で絶叫しながら逃げ出すほど。ほかに回避・防御不可能な速度を武器とするたいていの敵（描写があるのは拳銃・虎・激怒したトゲ次郎）も至近距離にいる時は体が硬直するほど怖がる。また蜂、カラス、ピラニアなど大群で反撃してくる生き物にも被害を被るなど苦手なものは多い。
河合 夢子（かわい ゆめこ）
声 - 秋山るな→あきやまひかり / 佐藤晴香→岩橋由佳
通称・夢子ちゃん。80年代連載版から登場した、ケン一やケムマキが憧れるクラスメイト。ケン一の幼馴染み。成績優秀で明るい性格の美少女だが、結構気が強く短気でワガママ。思い込みも一方的で「みんなで私をからかったのね、もう知らない!ふんっ」とふてくされて帰ることがよくある。気まぐれなところがあり、やや一方的で計算高いところも。思いつきで行動するため、結果的に周囲の人間を振り回すことも。ケン一とケムマキが夢子ちゃんをめぐって対立することがしばしばあり、本人はそれを知ってか知らずか2人をその場で見極めて楽しんでいる、したたかなところも。ケムマキの忍術によるいたずらに巻き込まれては怒っていることが多いが、その割にはケムマキの正体に気が付いていない。お菓子作りや料理などが趣味だが、激辛のカレーを作ったりと上手ではない。運動神経も高く、スキンダイビングではハットリと水中でも会話が可能なほど泳ぎは巧み。他にもテニス、ゴルフ、バレーといった球技もこなすなどスポーツ万能ともいえる。
60年代連載版では「カヨちゃん」「サユリちゃん」という少女が登場した。
獅子丸（ししまる）
声 - 緒方賢一
伊賀流の忍者犬。1981年9月15日に発売された80年代連載版漫画の連載第1回「ケン一氏は名コーチでござるの巻」で初登場。アニメでは同年10月1日放送の第4話「獅子丸には参ったでござるの巻」で初登場した。「しし丸」「シシマル」「シシ丸」「ししまる」と表記されることもある。犬種はチャウチャウ。カンゾウのことを原作では「ご主人様」、アニメでは「カン様」と呼び慕っている。一人称は原作では「ワシ」、アニメでは「俺」。人間の言葉が話せる（ただし初登場時はニョニョニョニョニョ、ワンダ、ワンダなどというくらいで会話というには至らずあまり口を利かなかった）ほど賢いが、楽天家でお人好し。天真爛漫。犬の癖に気紛れかつ大食らい。冷蔵庫の中身を全部食べてしまうようなことも日常茶飯事。そして太ってはよくダイエットをしている。このことからカンゾウは獅子丸を伊賀に置いて来たのだが、結局ついて来てしまい、番犬として三葉家に飼われることになる。
人気が高かったため、連載中に主役が獅子丸に交代となり、タイトルも『ワシ獅子丸!!』に変更されたことがある。
カンゾウとの出会いは、池で溺れていたところをカンゾウが弁当のおかずのちくわを投げ、獅子丸の口に咥えさせ「水遁の術」をさせることによって助けられたのがきっかけ。そしてそれ以来ちくわが大好物となる。
ライオンに憧れて弟子になろうとして家出したことがある。声も届かないほど思いにふけってしまうほどにおもいつめていた。しかし百獣の王はそれほど強くはないということがわかり無事に戻ったことがあった。ヒタイにある獅子十字に触ってしまうとある程度のもの（動物）などに変身できる。暗示をかけられると催眠術状態になり、それに変身しやすくなる（アニメでは触られた結果、鳥やライオンに変身したがすぐ元に戻っている）。
好きなちくわのブランドはカネテツ（アニメ版のスポンサーだったため）。手裏剣には骨を使い、忍法ムササビをする時には手足で自分の体を広げて飛ぶ。ある程度の変身能力もあり、ちくわほしさのあまりに影千代の目をくらますために、メス猫に化けたときがあり、そのときは「カンさまにも気づかれない完璧な変身だ」と思い込んでいた。得意技「怒り火の玉」は読者公募で生まれた（1981年版 第446話）。影千代からはしばしば「ボケ犬」「デブ犬」などと呼ばれてからかわれるが、互いの術を切磋琢磨しあう良きライバル同士でもある。忍者怪獣ジッポーともライバル関係で、忍法対決してどちらが立場的に上かで忍法で対決をしたが、結局同じ伊賀同士の良き友達同士で落ち着く。「ニョニョ」「ニョホホ」が口癖。語尾に「-だワン」が付く。アニメの年末スペシャル番組では、石丸電気のCMソングを「♪ししまる-」に替え歌し、画面もそっくりのものが使われてCMに突入。その最初のCMには石丸電気の本物のCMが流れるというスポンサーサービスのようなことが行われた。アニメでは視聴者に対してファミリー向けアニメとは思えないかなりするどい突っ込みやボケなどを入れてくるときもある。走るときや行動するときは「ワンタッタッタ」という。二本走行、四本足走行とが存在し、二本足で走るのはよく初期で見ることができた。
誕生日は不明。アニメ第249話｢誕生日をさがすでござるの巻｣（1982年8月9日放送）では、誕生日を知りたがる獅子丸のためにカンゾウが血統書を偽造する場面が描かれたが、そこには1979年7月24日生まれと記されていた。
影千代（かげちよ）
声 - 山田栄子 / 深田愛衣
80年代連載版から登場した、ケムマキの弟子の忍者猫。情報屋でいつもケン一の部屋の窓の外からのぞき見してはケムマキにハットリたちの情報を届ける役。これが発端で物語が始まるパターンが多い。赤いスカーフを首に巻いた黒猫。獅子丸と同様に人間の言葉を話すことができ、かなり賢い（ずる賢い）が、言葉は忍者同士でないとよく聞き取れないようである。たまにハットリに助けてもらうことも稀にあり、ケムマキを思うがあまり裏切ってしまうことが稀にある。猫の割には主人に忠実で、ケムマキには使いっ走りをさせられたり、やつ当たりをされたりと常に扱き使われっぱなしの生活を送っているが、喧嘩をしたり手をつないで買い物に出掛けるなど、仲のよい兄弟のような一面もある。ハットリにも「素晴らしくご主人思いでござる」と評価されたことがある。日ごろのストレスを発散するためなのか、よく獅子丸をからかっては楽しんでいる。極度のあがり症という一面があり、夢子の着物の帯替わりに身代わりになったとき舞台上でステージで人のあまりの多さに耐えられず逃げ出したことがある。獅子丸からは「ハズレ猫」と呼ばれているが、忍術の腕は獅子丸よりは上である（アニメ版では、先に獅子丸が「怒り火の玉」を習得したため、「自分は役立たず」と落ち込んだこともあった。ケムマキ曰く「落ち込みやすい性格」）。ケムマキからも「このハズレ猫」と呼ばれてしまうことが稀にある。盗み聞きと、下敷きを身体に擦り合わせて発生させる静電気攻撃「エレキャット（シビレネコ）」が得意技。さらに練習試合で一度獅子丸に破れ落ち込んだ末に習得した「スーパーエレキャット」という大技もあるが、これはご主人であるケムマキや関係のないものまで片っ端から静電気のシビレ状態に巻き込むため大変危険な技とされハットリには「いつもながらすごい迫力だ」と評価されている。煽てに弱く、シンゾウに「先生！」と呼ばれた際には、「分身の術」を伝授している。
名前の由来は赤塚不二夫の飼い猫「菊千代」から。原作ではケムマキのことを「ボス」と呼び、アニメ版では「ご主人様」⇒「ごしゅりんたま」と変化していった。驚くと「アッチャラパー!」と叫ぶ。語尾は「-ニャリン」。大好物はイカ。猫舌で熱い食べ物が苦手。また、ケムマキと共にケン一の母のファンで、「優しいママさん（ママしゃん）」と呼び慕っている。寝る時は、茶色の袋に入って寝る。
小池（こいけ）先生
声 - 二又一成 / 中田隼人→矢嶋友和
ケン一、ケムマキのクラスの担任。母親から「シンイチ」と呼ばれている。60年代連載版では鼻の下にヒゲがあった。教育熱心で小言が多く、宿題なども多く出す。学校を一歩出ると教え子たちとよく一緒に遊んでいたり、人前（それも子供の前）で泣き叫んだりと無邪気で大人げ無い面もある。昆虫採集が趣味で、珍しい蝶を見ると我を忘れてしまうほどの蝶好き。他にもカメラ、彫刻、将棋など多くの趣味を持つ。同僚の愛子先生に片思いをしている。時には生徒を思いやる優しい一面もあり、ケムマキでさえ深い感銘を覚えることも。カンゾウからは初め「先生」「先生殿」などと呼ばれていたが、アニメ版中期以降は「先生氏」と呼ばれるようになる。アニメ版では、授業における「であるから（して）、こうなるのである」が口癖。口うるさい面もあり、よくケンイチだけをターゲットに扱うかのように一方的に怒鳴り散らして怒ることも少なくない。

### 伊賀流
ツバメ
声 - 白石冬美 / 上坂すみれ
伊賀流のくノ一（女忍者）で、カンゾウの幼馴染。推定年齢8歳。カンゾウを慕って時々三葉家にやって来ては騒動を引き起こす。普段カンゾウのことを「ハットリさま」と呼ぶが、「カンちゃん」と呼ぶことも。その名の通り燕に化けて空を飛んだり、横笛の音色で人を操ることが出来る。この横笛で、不眠症に陥った小池先生を眠らせたことがある。またケムマキに対して、去り際に燕の姿で小便をひっかけていくという行動をとったことも。カンゾウ、シンゾウ、獅子丸たちの修行に付き合うことも稀にある。アニメ版オリジナルキャラクターであったが、後に原作でも登場。ケン一やケムマキからはしばしば「ツバメっ子」と呼ばれている。後半では性格が丸くなりハットリにだけひいきばかりしていた場面はなりを潜め、ほかのみんなやケンイチにもカンゾウとかわらない付き合いもするまでになっている。
忍者怪獣ジッポウ（忍者怪獣ジッポー）
声 - 滝口順平 / 長嶝高士
忍術を使う亀のような忍者怪獣。カンゾウのことを「カンちゃん」と呼ぶ。カンゾウがまだ幼いころに伊賀の山中で出会い、以来修行の相棒となった。気さくな性格だが、そそっかしくて頑固な一面もある。好物は大福餅。風呂嫌い。大食らいで、よく瞬く間に釜の飯をすっからかんにしては三つ葉家のママに注意されてしまう。必殺技は「64文サンド打ち（32文ずつの巨大な両足で挟み潰す）」、「岩石車輪（岩塊のように丸まって転がる）」、「しっぽ手裏剣（尾に付いている十字手裏剣状の鱗を標的に向け投げる）」、「大福パンチ（弾力ある出っ腹で攻撃を跳ね飛ばす）」、鼻から出す「ガス噴射」。また、尻尾を回転させて空を飛んだり、地中を掘ったりも出来る。犬好きだが、獅子丸とは折り合いが悪い。80年代連載版、アニメ版では終盤辺りに登場した。映画版では主役級になり、パーマンとも共演を果たしミラクル卵と対決した。
ハットリ ジンゾウ
声 - 二見忠男 / 町田政則
ハットリ兄弟の父。漢字で書くと「服部 陣蔵」。伊賀の忍者学校の講師で、80年代連載版では時折息子たちの腕を験すために、刺客を送ることがある。60年代連載版では時代の波に遅れないようにと夫婦で上京して、三葉家の隣の空き家を手に入れて住み着いた。しっかりした思想の持ち主で忍術に長けているが、多少非常識なところもあり、短気で酒癖が悪い。そんな時は時折妻にたしなめられている。上京の際には当時の通貨ではなく小判を数枚所持していた。
ハットリ兄弟の母（名前不明）
声 - 梨羽由記子（映画） / 峰あつ子
ジンゾウの妻でハットリ兄弟の母。常に笑みを絶やさず、穏やかで優しい性格。体重が重いのが玉に瑕。
3匹の忍者
カンゾウの幼馴染みたち。まだ忍者学校を卒業出来ていない。60年代連載版では上京後、三葉家の近所のお婆さんの家に居候。
猿飛 猿助（さるとび さるすけ）
声 - 田中真弓（映画）、神代知衣 / 石山仁
猿飛佐助の子孫で、猿のような風貌の忍者。3匹衆ではリーダー的存在で、猿使いの名人。「キキッ」と猿のような奇声を上げ、「-でごサル」が口癖。
雲隠 才蔵（くもがくれ さいぞう）
声 - 山本圭子（映画）、桜井敏治 / 宮﨑聡
モデルは霧隠才蔵。太っていてのんびり屋。タバコのような忍具を使い「觔斗雲」のような、空を飛び搭乗出来る雲を操れる。この雲を雷雲にすることも可能。他には「雲隠れの術（煙幕）」なども得意。
石川 五助（いしかわ ごすけ）
声 - 梨羽由記子（映画）、渡辺久美子 / 花藤蓮
モデルは石川五右衛門。小柄ですばしっこく、「スリトリ」「手カギ」といった物を盗る術が得意だが、誰に対してもこの行為を行うために、仲間からはそのうち本当の泥棒になってしまうのではないかと心配されている。頭巾も鼻の下に結んでおり、まるで古典的な泥棒のような容姿。
モモンベエ
声 - 真柴摩利（2012年版）

### 甲賀流
ハゲベエ
80年代連載版より登場（アニメには未登場）。安孫子の単独作品『黒ベエ』からのスピンオフキャラクター。ケムマキを慕って甲賀からやってきたハゲタカ忍者。普段は学校の標本室で剥製の振りをして過ごしている。
白猫斎（はくびょうさい）
80年代連載版より登場（アニメには未登場）。甲賀の忍者猫の総元締めで、伊賀にも「トラも逃げる白猫斎」と噂される、長毛の化け猫。特に影千代が最も恐れており、ケムマキですら頭が上がらないようである。超能力を持ち、瞬間移動やテレパシーを得意とする。
ケムノスケ
80年代連載版より登場（アニメには未登場）。ケムゾウの双子の兄で、弟と違い裏表がなく、真面目で礼儀正しい。時々甲賀からケムゾウの様子をうかがいに来る。当然、双子なので、ケン一が見間違えるほどケムゾウに瓜二つ。
ケムシ
80年代連載版より登場（アニメには未登場）。ケムマキ兄弟の末弟で、兄のケムゾウも舌を巻くほどのひねくれ者でいたずら好き。その名の通り、毛虫を使う少年忍者。
ウズマキウズマル
『伊賀・甲賀・呪い賀 忍法大作戦』に登場。ケムマキケムゾウのイトコを自称する忍者。ぐるぐる眼鏡をかけている。影千代からはケムマキにそんな親戚はいないはずと訝しがられる。
虎蔵（とらぞう）
『伊賀・甲賀・呪い賀 忍法大作戦』に登場。影千代の同級生の忍者トラネコ。
三毛助（みけすけ）
『伊賀・甲賀・呪い賀 忍法大作戦』に登場。影千代の同級生の忍者三毛猫。
白丸（しろまる）
『伊賀・甲賀・呪い賀 忍法大作戦』に登場。影千代の同級生の忍者白猫。
影夜姫（かげやひめ）
『忍法「花手裏剣」』に登場した甲賀のくノ一。香りで催眠術をかける「花手裏剣」の使い手。
十六夜（いざよい）
声 - 有馬莞奈（2012年版）

### 三葉家の住人
パパ
声 - 藤本譲 / 柳沢栄治
三葉健太郎。ケン一の父。ごく普通のサラリーマン。勤務先(ふじこ商事、479話で確認できる)では課長。肥満気味で愛煙家。やや頼りないところがあり、カンゾウが現れたことで「父親としての自信」をなくしかけたことがある。趣味はゴルフと麻雀で、日曜日には時々ゴルフに出掛ける。夫婦共にハットリ兄弟を実の子供のようにかわいがっており、ハットリ兄弟からは「パパ上」と呼ばれている。最終電車でカンゾウに寝過ごさないよう指示したものの、彼のミスが原因で終着駅まで乗り過ごしてしまった際は、手厳しく叱責したこともある。息子のケン一にはあまり厳しい小言は言わないタイプ。歌に関してはすごく音痴である。ブタクサの花粉アレルギー持ち。
ママ
声 - 梨羽由記子 / 北原美和
ケン一の母。ごく普通の専業主婦。美人であるが、息子同様のんびり屋でそそっかしく、やや浮世離れした言動も多い。いつも息子のケン一、シンゾウや獅子丸に振り回されている。習い事が趣味で、大所帯になった三葉家の家計をやりくりしているが、予算が足りないとカンゾウの忍法に頼ることもある。料理するときに機嫌が良いとエンディングの（ハットリ忍法ニニンのニン）を鼻歌で上機嫌で歌うことがよくある。ハットリ兄弟からは「ママ上」と呼ばれている。お人好しで、一人暮らしのケムマキを心配し身の回りの世話を焼くこともあり、影千代などからも慕われている。
ハットリ兄弟を実の子同然に扱っており、カンゾウから「2人分（カンゾウ＋シンゾウ。アニメでは獅子丸を加え2人と1匹）の食費を支払いたい」という申し出があったときは「自分の家の子供から食費を取れますか」と、厳しくカンゾウを叱責した。

### 学校の教員
愛子（あいこ）先生
声 - 川浪葉子 / 深田愛衣
ケン一、ケムマキの学校の音楽教諭。放送中期から登場したアニメオリジナルキャラで、長髪の可憐な女性。転任してきた際に小池が一目惚れする。小池はハットリ兄弟に頼み込んで愛子を自分になびかせようとするが、大抵は失敗している。一方で、ケムマキが「変わり身の術」で愛子に変身して、小池を騙そうとする行為も目立つ。それでも放送後期には小池と愛子は手を繋いでデートするなど、それなりに2人の関係は進展している。
花岡 実太（はなおか じった）先生
実写ドラマ版のオリジナルキャラで、原作版・アニメ版における小池先生と同じ立ち位置の人物。東北出身で、ズーズー弁が特徴的。姓名の読みは「はなおか じった」だが、表札には旧仮名遣いで「はなをか じった」とあり、校長以下ほとんどの教諭から「鼻を囓った」君などと呼ばれる。その都度「鼻を囓ったではなく花岡実太だ」と反論するが、ズーズー弁が災いし、まともに名前を呼ばれたことがない。生徒思いで、児童からの評判は良い。
なお、東映でポジフィルムの保存が確認されている第1話、第14話には登場していない。

### 機械流
シノビノ博士
声 - 野本礼三
本名：シノビノ 光門（こうもん）。発明家。研究にのめりこみ過ぎで機械と人間の区別がつかなくなっている。機械流忍者ロボ丸というロボットを作りカンゾウに挑戦したが、ロボ丸がカンゾウに敗れて以降、ハットリ兄弟の良き協力者となった。ロボ丸以外にも宇宙忍者キラキラ丸など奇妙なメカを幾つか作って騒動を起こしている。超能力サボテンのトゲ次郎もシノビノ親子が育てた。自宅兼研究所はロボットの頭部のような形の建物で、番犬はロボット、植木も鋼鉄製のメカのような作り物。
シノビノ オヒメ
声 - 横沢啓子
シノビノ博士の一人娘。シンゾウと仲がいいが、父のシノビノ博士は自宅でいたずらをするシンゾウを快く思っていない。父の作ったロボ丸はオヒメに絶対服従しているが、興奮すると手が付けられないロボ丸にオヒメは困り果てている。
ロボ丸
声 - 銀河万丈
シノビノ博士の作った機械流忍者ロボットで、いつもはシノビノ博士の助手をしたり、オヒメのボディーガードをしている。武器は鼻から手裏剣、背負っている刀は帯電しているため、相手を感電させることが出来る。腹部にはモニターがあり、トゲ次郎の脳波から透視した光景を映し出せる。動力源は電気のようで、研究所の地下室でケーブルを繋がれて充電をしているような描写がある。ボディーは鋼鉄製らしく、カンゾウと一騎討ちをした際にカンゾウから塩を撒かれ、錆付いて動けなくなった。賢いとは言えず、興奮したり博士とオヒメの命令が相反したりすると途端に暴走し手が付けられなくなる。
トゲ次郎
声 - 丸山裕子
80年代連載版より登場。サボテン公園生まれ。シノビノ博士とオヒメが育てた、超能力を持つサボテン。知能も高く人語も解するが「トゲトゲ」としかしゃべれない。主に瞬間移動や透視、テレパシー、念力を操れる。これらの能力のお陰で、相手が自分の敵か味方かをすぐに判別出来る。そのため、ケムマキたちの本性をいち早く見抜き敵意を見せた。普段は植木鉢に根を張っているようにみえるが、ちゃんと小さな足がある。怒ると身体が赤くなり、植木鉢から飛び出してトゲを口から飛ばし、吹き矢のようにして攻撃することも出来る。これによる鍼治療で健太郎のギックリ腰を治したこともあった。『忍者ハットリくん+パーマン』では重要な役回りで、喋る場面もある。
脳天には毛のような細枝が3本生えており、ここで様々な養分を取り入れる。そこが弱点で、悪人に切られて無力化にされたことがあったほど。アニメでは終盤あたりから登場する。（500話あたりから登場）登場してこない話もある。アニメでもやはりケムマキによく悪用されたりしている場面が多い。

## ドラマ
NET（現：テレビ朝日）系にて実写テレビドラマ化され、後に藤子作品を多く放送することになるテレビ朝日にとって初の藤子原作の番組となった。『全怪獣怪人 上巻』では本作品を特撮ホームコメディ最初の作品としているが、実際には同じ東映の『丸出だめ夫』が一ヶ月先んじている。
ハットリくんは「顔のマスク」を被った子役俳優で、声は熊倉一雄が担当した。
楽曲の一部は後に『仮面の忍者 赤影』に流用されている。
1983年発売の写真誌『スクランブルPHOTO』の記事などで杉良太郎がケムマキ役で出演していたという情報が一時期流れ、1987年ごろには広く信じられていたが、全くのデマであった。また、実写版の製作は東映京都だが、当時、杉は日活作品に映画俳優として助演していた。実際にケムマキを演じたのは関西を中心として活躍していた人気子役の傍田勉。

### 忍者ハットリくん (1966年)
1966年4月7日から9月28日まで放映。東映京都テレビプロダクション製作。全26話。モノクロ作品。
忍者学校を卒業し、武者修行のため下界へ下りたハットリくんが、たまたま知り合ったケン一くんの家に居候する。
原作同様に現代が舞台だが、時代劇を得意とする東映京都の制作であったため、時代劇のイメージが強い作風となっている。ロケ地も京都周辺なのはこのためである。
オープニングには藤子不二雄のイラストが使用された。フィルムは長らく第1話「ハットリくん来たる」以外のポジフィルムは所在不明であったが、2010年に第14話「お食事騒動」の保存が確認されており、同年10月に東映チャンネルで放映された。
- 本作のポジフィルムの現存状況について、東映には第1話・第14話の保存が確認されており、他の回は行方不明となっている。
- 2019年1月、ベストフィールドより上記の2話分を収録したデジタルリマスター版のDVDが発売された。

#### キャスト
子役は双子の野村光徳と野村好徳が、原作をかたどったマスクを被り、交代で演じた。他に左卜全（木曽仲経脳屁之斎斎〈きそのなかのり のうへのさいさい〉）などが出演した。
- ハットリくん - 野村光徳、野村好徳（ダブルキャスト）
- ハットリくんの声 - 熊倉一雄
- ケン一 - 高宮克己
- ケン一のパパ - 牟田悌三
- ケン一のママ - 久里千春
- あらたまげたよ（近所の騒々しい婆さん） - 堺駿二
- のうへのさいさい - 左卜全
- ケムマキけんゾウ - 傍田勉
- ケムマキけんゾウの声 - 玉生司郎
- ミミ - 岩村百合子
- 花岡実太（ケン一とケムマキの小学校の担任の先生）- 谷村昌彦

#### スタッフ
- 企画：吉川義一 (NET) 、宮川輝水（東映京都テレビプロ）
- 脚本：服部半蔵、若林一郎 他
服部半蔵名義は井上ひさし、山元護久の共同執筆[12]。なお、井上は後年、処女戯曲『日本人のへそ』に、ピアニストの服部くん（服部公一）という重要なキャラクターを登場させている。
- 撮影：平山善樹、森常次
- 照明：松井薫、佐々木政一
- 録音：小金丸輝貴
- 美術：角井博、寺島孝男
- 編集：川上忠
- 記録：亀倉正子
- 殺陣：上野隆三、三好郁夫
- タイトル画：スタジオ・ゼロ
- 助監督：上野伊津雄、古市真也 他
- 音楽：小川寛興
- 主題歌：前川陽子（作詞：服部半蔵、作曲：小川寛興）※曲名は「忍者ハットリくん」だがオープニングのテロップでは表示なし（アニメ版の「忍者ハットリくん (堀絢子の曲)」は同タイトルの別曲）。
- 監督：島津昇一、曾根勇

#### 各話リスト（1作目）
出典：『宇宙船』vol.8（朝日ソノラマ）59頁
| 話数                | サブタイトル           | 脚本                | 監督     | 放送日        |
| 木曜 19:00-19:30 枠 | 木曜 19:00-19:30 枠    | 木曜 19:00-19:30 枠 |          |               |
| ------------------- | ---------------------- | ------------------- | -------- | ------------- |
| 1                   | ハットリくん来たる     | 服部半蔵            | 島津昇一 | 1966年 4月7日 |
| 2                   | 学校騒動               | 服部半蔵            | 島津昇一 | 4月14日       |
| 3                   | 伊賀甲賀の対決         | 服部半蔵            | 島津昇一 | 4月21日       |
| 4                   | 留守番騒動             | 服部半蔵            | 島津昇一 | 4月28日       |
| 5                   | 遠足騒動               | 服部半蔵            | 島津昇一 | 5月5日        |
| 6                   | カンニング騒動         | 服部半蔵            | 島津昇一 | 5月12日       |
| 7                   | 日曜騒動               | 若林一郎            | 曾根勇   | 5月19日       |
| 8                   | ドリームランド騒動     | 若林一郎            | 曾根勇   | 5月26日       |
| 9                   | 忍術学校騒動           | 木村雅夫            | 曾根勇   | 6月2日        |
| 10                  | 映画騒動               | 木村雅夫            | 曾根勇   | 6月9日        |
| 11                  | お化け騒動             | 木村雅夫            | 島津昇一 | 6月16日       |
| 12                  | 観光騒動               | 木村雅夫            | 島津昇一 | 6月23日       |
| 13                  | スパイ騒動             | 若林一郎            | 曾根勇   | 6月30日       |
| 水曜 19:30-20:00 枠 |                        |                     |          |               |
| 14                  | お食事騒動             | 若林一郎            | 曾根勇   | 7月6日        |
| 15                  | 押し売り騒動           | 梶川一平            | 島津昇一 | 7月13日       |
| 16                  | 学芸会騒動             | 梶川一平            | 島津昇一 | 7月20日       |
| 17                  | 自動車騒動             | 宮本京二            | 曾根勇   | 7月27日       |
| 18                  | 仮病騒動               | 宮本京二            | 曾根勇   | 8月3日        |
| 19                  | 林間学校騒動           | 梶川一平            | 島津昇一 | 8月10日       |
| 20                  | 切腹騒動               | 梶川一平            | 島津昇一 | 8月17日       |
| 21                  | お手伝いさん騒動       | 松村正温            | 曾根勇   | 8月24日       |
| 22                  | ハットリくんシゴかれる | 梶川一平            | 島津昇一 | 8月31日       |
| 23                  | はしか騒動             | 松村正温            | 島津昇一 | 9月7日        |
| 24                  | 結婚式騒動             | 梶川一平            | 島津昇一 | 9月14日       |
| 25                  | 誕生日騒動             | 梶川一平            | 曾根勇   | 9月21日       |
| 26                  | 伊賀の騒動             | 梶川一平            | 島津昇一 | 9月28日       |

#### 放送局（1作目）
- NET：木曜 19:00 - 19:30 → 水曜 19:30 - 20:00
- 毎日放送
- 九州朝日放送
- 名古屋放送
- 北海道放送：月曜 18:00 - 18:30（1966年6月20日 - 12月12日）[17][18]
- 仙台放送：金曜 18:15 - 18:45[19]
- 福島テレビ：土曜 18:15 - 18:45[20]
- 静岡放送：日曜 9:00 - 9:30[21]
- 長崎放送：日曜 10:30 - 11:00[22]
- 熊本放送：日曜 10:30 - 11:00[22]
- 宮崎放送：日曜 11:30 - 12:00（1967年2月時点）[23]
- 南日本放送：水曜 18:00 - 18:30（1967年2月時点）[23]
- 沖縄テレビ：水曜 19:30 - 20:00（1967年2月時点）[24]

### 忍者ハットリくん+忍者怪獣ジッポウ (1967年)
1作目から約1年後の1967年8月3日から1968年1月25日まで放映。東映東京撮影所制作。全26話。モノクロ作品。
山に帰って寂しい思いをしていたハットリくんが、流れ星から現れた忍者怪獣ジッポウと仲良くなり、たまたま山に遠足に来ていたフジ夫くんと友達になり、たるんだ下界を正すためにフジ夫くんのうちに居候し、騒動を起こす。
後に原作やアニメにも登場する忍者怪獣ジッポウは本作品が初出であり、当時の怪獣ブームの影響により考案された。『怪物くん』に登場したガメロが原型とされる。
制作は東映京都から東映東京に替わり、前作よりも現代的な作風となっている。プロデューサーの斎藤頼照は、「NET側よりホームドラマの作風に依頼されたが、脚本の井上ひさしは「ホームがないホームドラマにする」として毎回家を求めてさすらう内容になったため、破天荒になった」と述懐している。
オープニングにはスタジオ・ゼロのアニメーションが使用された。
当時中学生であった松坂慶子が出演していたことでも知られる。
ハットリくん役の町田は後のアニメ版でハットリくんの父上役でゲスト出演している。
第18話では藤子不二雄（藤本弘、安孫子素雄）が特別出演した。
テレビ神奈川が1972年に開局する際、正式開局前のサービス放送の最初の番組として、本作の第1話が放送されている。
- 本作品のポジフィルムは東映に全話分保存されており、後に東映ビデオから全26話分のDVDが発売された[注 11]。

#### キャスト
- ハットリくん・水谷克之、町田政則[29]、浜路義朗[注 12]
- ハットリくんの声・熊倉一雄
- ジッポウ・飯田浩二、池田勝人
- ジッポウの声・丸山裕子
- 藤野フジ夫・江原一哉
- 藤野タカネ・松坂慶子
- 藤野山太郎（フジ夫のパパ）・市村俊幸  ※本編中に登場する表札は「フジノ山太郎」になっている。
- 藤野スソノ（フジ夫のママ）・関千恵子
- 五味捨太社長・杉義一
- 木曾仲経脳屁之斉斉・左卜全
- あらたま げたよ・堺駿二
- フジ夫の担任・梅津栄
- 芽出鯛三（めでたいぞう、フジ夫の学校の用務員）・奥村公延
- 夢尾みる代・石井とみ子
- めぐみ（フジ夫の同級生）・大森不二香

#### スタッフ
- プロデューサー：吉川義一 (NET) 、扇沢要、斎藤頼照（東映）
- 脚本：浪江志摩、服部半蔵、ゆき・はじめ、保科静夫、辻真先、島津昇一、戸田幸雄
- 撮影：山沢義一(1-5)、坪井誠(6-11)、稲田喜一(12-16,19,24-26)、西川庒衛(17,18,20-23)
- 録音：内田陽造、長井修堂
- 照明：川崎保之丞、梅谷茂、桑名史郎、大野忠三郎、加藤伝
- 美術：江野慎一、桑名忠之
- 編集：桜井昭五、田中修、祖田冨美夫
- 音楽：湯山昭
- 主題歌
  - オープニング「忍者ハットリくん」[注 13]歌 - 前川陽子、熊倉一雄、ヤングフレッシュ / 作詞 - 香山美子 / 作曲 - 湯山昭
  - 挿入歌「ごきげんジッポウくん」歌 - 前川陽子、熊倉一雄、ヤングフレッシュ / 作詞 - 香山美子 / 作曲 - 湯山昭
- 記録：宮本衣子、樫尾悦子、増田美代子、佐々木礼子、高津省子、佐久間淑子
- 装飾：田島俊英、矢部一雄、佐藤喜昭
- 助監督：山口和彦、太田安則、伊藤俊也、戸田幸雄、三堀篤、野田幸男、内藤誠
- 進行主任：武田英治、阿部征司、坂本年文、坂上順
- 現像：東映化学工業株式会社
- 監督：島津昇一、小林恒夫、小山幹夫
- 制作：NET、東映

#### 各話リスト（2作目）
| 話数 | サブタイトル                   | 脚本                | 監督     | 放送日        | ゲスト |
| ---- | ------------------------------ | ------------------- | -------- | ------------- | --- |
| 1    | ジッポウ君あらわる             | 浪江志摩            | 島津昇一 | 1967年 8月3日 | 左卜全、梅津栄、河合絃司 |
| 2    | ジッポウ君大失敗!!             | 服部半蔵            | 島津昇一 | 8月10日       | 岡部正純、佐藤晟也、伊達弘 |
| 3    | 変な家でござる                 | 服部半蔵            | 島津昇一 | 8月17日       | 杉義一、山浦栄 |
| 4    | ごきげんジッポウ君             | 服部半蔵            | 島津昇一 | 8月24日       | 堺駿二、大泉滉 |
| 5    | PTAとはなんでござる？          | 浪江志摩            | 島津昇一 | 8月31日       | 堺駿二、梅津栄、石井とみ子、奥村公延、河合絃司                                                                                           |
| 6    | 結婚式とは大変なものでござる   | 浪江志摩            | 小林恒夫 | 9月7日        | 堺駿二、梅津栄、石井とみ子、奥村公延、河合絃司                                                                                           |
| 7    | コケコッコーは結構でござる     | 服部半蔵            | 小林恒夫 | 9月14日       | 武智豊子、関山耕司 |
| 8    | 助太刀は無用でござる           | 浪江志摩            | 小林恒夫 | 9月21日       | 大森不二香 |
| 9    | 山賊ぞくぞく出て来たでござる   | 服部半蔵 島津昇一。 | 島津昇一 | 9月28日       | 上田吉二郎、土山登志幸、伊達弘 |
| 10   | 学校は難しいでござる           | ゆきはじめ          | 島津昇一 | 10月5日       | 梅津栄、河合絃司、久地明、田川恒夫、竹村清女                                                                                             |
| 11   | ジッポウはお風呂が嫌いでござる | 浪江志摩            | 島津昇一 | 10月12日      | 宮地晴子、杉義一 |
| 12   | 江戸城へモグルでござる         | 浪江志摩            | 小林恒夫 | 10月19日      | 左卜全、田川恒夫、伊達弘 |
| 13   | パイナップルは真平でござる     | 保科静夫            | 小林恒夫 | 10月26日      | 堺駿二、田川恒夫、志摩栄、打越正八、M.R.ボザリー                                                                                         |
| 14   | 天下の名馬は流石でござる       | 保科静夫            | 小山幹夫 | 11月2日       | 谷村昌彦、相馬剛三、高須準之助、佐川二郎、山田甲一、大森不二香、早瀬千香子、清水テルオ                                                   |
| 15   | 海賊あらわれるでござる         | 服部半蔵            | 小山幹夫 | 11月9日       | 堺駿二、海野かつを、小林稔侍、斎藤力、沢田浩二、杉義一                                                                                   |
| 16   | これぞヤマトダマシイでござる   | 浪江志摩            | 小山幹夫 | 11月16日      | 堺駿二、由利徹、岡野耕作、清見晃一、木村修、草部浩二、桐島好夫、嶋一郎、大森不二香、高橋治郎、高桑勉、刈谷晴夫                           |
| 17   | 危機一髪人助けでござる         | 辻真先              | 島津昇一 | 11月23日      | 落合義雄、渡真二、辻しげる、川田信一、久地明                                                                                             |
| 18   | ジッポウの病気は特大でござる   | 浪江志摩            | 島津昇一 | 11月30日      | 藤子不二雄（特別出演）、堺駿二、左卜全、桜京美、大前鈞、矢代駿、田辺洋、伊藤真二、清見晃一、菅原壮男、斎藤力、佐川二郎、桐島好夫、霞涼二 |
| 19   | 産業スパイをやっつけるでござる | 服部半蔵            | 小林恒夫 | 12月7日       | 太田淑子、杉義一、久保比左志、佐藤晟也、比良元高、木川哲也、多田公子                                                                     |
| 20   | ハットリくんの名探偵でござる   | 辻真先              | 島津昇一 | 12月14日      | 西川敬三郎、平井道子、伊藤慶子、八百原寿子、西智子、関田千恵子、山下栄子、坂本香織、玉盛恵子                                             |
| 21   | 妖術との対決でござる           | 保科静夫            | 島津昇一 | 12月21日      | 吉田義夫、北川恵一、原信夫、打越正八 |
| 22   | タマシイ入れかえの術でござる   | 保科静夫            | 島津昇一 | 12月28日      | 渋沢詩子、沢彰謙、長田稔也 |
| 23   | それはジッポウくん卑怯でござる | 浪江志摩            | 島津昇一 | 1968年 1月4日 | 安城由貴子、中島元、梅津栄、嶋一郎、片山滉、山田甲一、畠山淑子、小甲登枝恵、大橋美和子、杉田優子                                         |
| 24   | 見ザル聞かザル云わザルでござる | 保科静夫            | 島津昇一 | 1月11日       | 玉川長太、金親保雄、及川広夫、中村武己、竹内利之                                                                                         |
| 25   | ジッポウのユウレイ退治でござる | 戸田幸男 保科静夫   | 島津昇一 | 1月18日       | 岡部正純、福原秀雄、吉原正皓 |
| 26   | ジッポウよサヨウナラでござる   | 浪江志摩            | 島津昇一 | 1月25日       | 潮健児、近江俊輔、佐々倉英雄、都健二 |

#### 放送局（2作目）
- NET：木曜 19:00 - 19:30
- 毎日放送
- 九州朝日放送
- 秋田放送：水曜 17:30 - 18:00[31]
- 仙台放送：金曜 18:15 - 18:45[32]
- 新潟放送：水曜 17:30 - 18:00[33]
- 福井放送：日曜 8:30 - 9:00[34]
- 名古屋放送：木曜 19:00 - 19:30[35]
- 山陰放送：土曜 17:10 - 17:40[36]
- 四国放送：火曜 17:15 - 17:45[37]
- 熊本放送：日曜 10:30 - 11:00[38]
- 大分放送：金曜 18:00 - 18:30[39]

#### ネット配信
- 東映特撮YouTube Official：2023年1月2日 - 4月3日

## テレビアニメ

### 忍者ハットリくん (1981年)
1981年9月28日から1987年12月25日にかけ、テレビ朝日系にてシンエイ動画によりテレビアニメ化された。本編全694話+テレビスペシャル11話+4劇場版。この番組は、放送時間帯移動の変遷が大きかったのも特徴である（変遷の詳細は下記参照のこと）。CSチャンネルのテレ朝チャンネルでは、2000年代後半に平日7:30 - 8:00・14:30 - 15:00で再放送され、2016年以降は月曜夕方17時に1981年版が2話ずつ放送され、水曜17時～18時、日曜6時～7時に2012年版が放送された。2009年1月5日から2011年9月26日にかけてBS朝日アニメストリート内でも放送された。その後、「AbemaTV」の家族アニメチャンネルでも2016年4月11日のサービス開始と同時に配信を開始したが、オープニングとエンディングは割愛され、本編のみの配信となっている。
『ドラえもん』、『怪物くん』に続くシンエイ動画・テレビ朝日の藤子アニメ第3弾。夕方の帯（18:50 - 19:00）と日曜の朝（9:30 - 10:00）に放送されていた『ドラえもん』の後番組であり、夕方の帯番組版は『ドラえもん』（後期）と同様に第一家庭電器一社提供番組として放送。このアニメ版ではタツノコプロ出身の笹川ひろしが総監督に就任。それまでの藤子アニメとは一味違った新たな方向性を見出し、後続の藤子アニメにも大きな影響を与えた。特に劇中キャラクターがずっこける際に「ズコー!」と発するルーティンギャグは人気を博し、その後の笹川が関わった藤子アニメは、『パーマン』の「ヘコー!」や『オバケのQ太郎』の「オター!」「ズルー!」など、同様の演出が踏襲されている。また、笹川が過去に関わった『ハクション大魔王』に登場する「それからおじさん」に通じる、忍者姿のカラスで『ソレカラス』（声：梨羽由記子）というキャラクターも作られた。また原作のエピソードの少なさを補うため、アニメオリジナルのエピソードが数多く作られている。
1983年3月に、月曜19:00 - 19:30の週一の放送となり、15分2話形式となる（後に新作一本と過去の再放送2本となった）。なおこの月の関東地区では、帯、日曜、月曜7時と並行して放送されていた。特に一部地域で月曜はこの時期のみ40分枠だった。翌4月に『パーマン』が帯で開始されると帯放送からは撤退するものの、「藤子キャラ御三家」として、ドラえもん、忍者ハットリくん、パーマンの頭文字を取り「ドラ・ハッ・パー」という造語も流行した。
しかし1985年に『藤子不二雄ワイド』が放送開始されると再び時間帯移動する。他の藤子作品と共にこの番組枠内で放送された。その際、帯時代と同じ10分1話形式に戻され、キャラクターデザインや色指定も若干変更がなされた。1987年4月に『藤子不二雄ワイド』内で『エスパー魔美』の放映が開始されると、再び18:50 - 19:00の帯番組となり、『藤子不二雄ワイド』が終了した同年10月より『パオパオチャンネル』枠（金曜日）で放送された。なお、原作よりも一足早く1987年12月に放送は終了するが、「雪山のからくり山荘の巻」は最終回らしい内容ではなく、影千代がひっそりとプラカードを持って「おわり」と告げたのみである。翌回からは同一の枠で再放送が1989年6月30日まで続けられた。
香港では『忍者小靈精』のタイトルで放送され、広東語版主題歌「忍者」も作られた。2004年からはインドでも放送されている。
全話から計433話分をセレクトした上下巻形式による傑作選DVD-BOXも発売された。
2017年10月からAmazon Prime Videoにて本編全694話+テレビスペシャル3話が配信中。また2021年11月8日からYouTubeの「忍者ハットリくん公式チャンネル」にて18:30に1話ずつ配信されている（45日間限定。OP・EDはカット）。
基本的に子供向けアニメだが、森茉莉が本作の大ファンであり、当時、週刊新潮で連載していたコラム『ドッキリチャンネル』でたびたび絶賛していた。

#### スタッフ
- 原作 - 藤子不二雄
- 監修 - 鈴木伸一
- 総監督 - 笹川ひろし
- 監督 - 池野文雄
- 美術監督 - 宮野隆（スタジオユニ)
- 撮影監督 - 金子仁→角原幸枝、都島雅義
- 録音監督 - 大熊昭
- 編集 - 西出栄子、岡安肇
- 効果 - 小川勝男（E&Mプランニングセンター）、赤塚不二夫（PAG）
- 整音 - 中戸川次男、大城久典、柴田信弘
- 録音 - オーディオプランニングユー
- スタジオ - APUスタジオ
- 現像 - 東京現像所
- タイトル - 道川昭
- 音楽 - 菊池俊輔
- 制作担当 - 熊瀬哲郎、野村和史
- 制作デスク - 富田民幸、熊瀬哲郎、遠藤栄
- 制作協力 - 東京動画、パンメディア
- プロデューサー - 小泉美明、菅野哲夫、木村純一、波多野正美（テレビ朝日）、荻野宏（旭通信社）、加藤良雄（シンエイ動画）
- 制作 - テレビ朝日、シンエイ動画、旭通信社

各話スタッフ
- 脚本 - 桜井正明、城山昇、大久保昌一良、岸宗生、柏倉敏之、小川健一、麻尾るみこ、小山真弓、岸間信明、中弘子、山本優、辻真先、渡辺麻実、元木正幸、高橋二三、はざまはじめ、千葉一誠、今川泰宏、高山鬼一、石井晴幸、村山修、瀬戸内春霞、石川晴夫、寺田憲史、松下幹夫、水島香織、青山弘、池野文雄、石黒昇、藤子不二雄
- 絵コンテ・演出 - 池野文雄、永樹凡人、青山弘、木宮茂、笹川ひろし、鳥羽厚、小林真理、米谷良知、棚橋一徳、日下部光雄、大貫信夫、野寺三郎、山崎勝彦、白土武、佐藤博明、桜井美知代、又野弘道、藤木元春、井上和夫、山川洋三、橋本直人、山谷光和、伊藤幸松、服部半蔵、平村文男、馬場密、向中野義雄、五月女有作、玉沢武、川尻善昭、宮崎一哉、石田晋一、神崎貢、落合正宗、クニトシロウ、今川泰宏、秦泉寺博、秦義人、小沢範久、小鹿英吉、津野明朗、ヤマザキカズオ、前沢一郎、石黒昇、やすみ哲夫、汎日出夫、藤原良二、家路満、茂木ちさと、香川豊、森一浩、 松島明子、鴫野彰、遠藤徹哉、細谷秋夫、佐藤豊、野村和史、津野二郎、上野寿夫、西村純二、飯野皓、半沢正幸、森井俊行、小滝雅美、善聡一郎、長尾粛
- 作画監督 - 染谷信幸、桜井美知代、富永貞義、山下征二、畑良子、永木龍博、野部駿夫、飯村一夫、田代和男、高野登、細谷秋夫、川島明、野口大蔵、津野二郎、冨沢和雄、向中野義雄、古瀬登、神津義行、河内日出夫、伊藤光男、金子ヤスヨシ、笠原慎介、叶内孝行、吉永尚之、香善義行、木場田実、遠藤栄一、木村友和、三浦清継、柳瀬譲二、林一也、菊地由行、橋本淳一、夏木修平、古左小吉重、片岡恵美子、原完治、松崎一、森下圭介

#### サブタイトル
初代（帯番組および日曜朝時代）
6種類のパターンがある。「シンゾウが巻物を開いてサブタイトルが表示されるもの」、「獅子丸が煙玉を投げてサブタイトルが表示されるもの」、「ハットリくんが畳返しをしてサブタイトルが表示されるもの」、「影千代が隠れ蓑を解いてサブタイトルが表示されるもの」、「シンゾウが暗闇をライトで照らしてサブタイトルが表示されるもの」、「シンゾウが壁を反転させるとハットリくんが登場してサブタイトルが表示されるもの」。
2代目（月曜時代前期）
ハットリくんの後にシンゾウと獅子丸が走ってきて、睡蓮の葉がひっくり返ってそこからサブタイトルが表示される。
3代目（月曜時代後期 - 帯2期の途中まで）
ハットリくんの頭上にある本が崩れてその中の巻物からサブタイトルが表示されるものと、ハットリくんが木を伝って手裏剣を投げ、そこにサブタイトルが表示されるものの2つ。
4代目（帯2期の途中 - 最終回）
ジッポウが大福餅を食べ過ぎてお腹を膨らませたところにサブタイトルが表示されるものと、ジッポウが水蒸気を吹き上げてそこからサブタイトルが表示されるものの2つ。
※ハットリくんがサブタイトルを紹介するときには「-でござるの巻」を「-でござる（一呼吸置いて）のまっきっ!」と発音している。

#### 放送局
放送系列は放送当時、放送日時は個別に出典が掲示されてあるものを除き、10分版については1982年12月中旬 - 1983年1月上旬時点、30分版については1985年3月中旬 - 4月上旬時点のものとする。なお、『藤子不二雄ワイド』内で放送された『忍者ハットリくん』については藤子不二雄ワイド#放送局を参照。
| 放送地域       | 放送局             | 放送日時 | 放送系列                                     | 備考                                                                                                |
| 10分版         | 10分版             | 10分版 | 10分版                                       | 10分版                                                                                              |
| -------------- | ------------------ | --- | -------------------------------------------- | --------------------------------------------------------------------------------------------------- |
| 関東広域圏     | テレビ朝日         | 月曜 - 土曜 18:50 - 19:00 | テレビ朝日系列                               | 制作局                                                                                              |
| 宮城県         | 東日本放送         | 月曜 - 土曜 18:50 - 19:00 | テレビ朝日系列                               | |
| 静岡県         | 静岡けんみんテレビ | 月曜 - 土曜 18:50 - 19:00 | テレビ朝日系列                               | 現・静岡朝日テレビ。                                                                                |
| 福岡県         | 九州朝日放送       | 月曜 - 土曜 18:50 - 19:00 | テレビ朝日系列                               | |
| 北海道         | 北海道テレビ       | 月曜 - 金曜 18:00 - 18:10 | テレビ朝日系列                               | |
| 青森県         | 青森放送           | 月曜 - 金曜 16:00 - 16:10 → 月曜 - 木曜 16:15 - 16:25、金曜 17:00 - 17:10（1983年5月中旬 - 6月上旬時点）                                            | 日本テレビ系列 テレビ朝日系列                | |
| 岩手県         | 岩手放送           | 金曜 16:05 - 16:15 | TBS系列                                      | 現・IBC岩手放送。1985年 - 1986年頃に一部話数を放送。                                                |
| 福島県         | 福島放送           | 月曜 - 土曜 18:43 - 18:53（1982年11月 - 1983年10月） → 月曜 - 金曜 18:50 - 18:57（1987年3月 - 10月）                                                | テレビ朝日系列                               | |
| 山梨県         | 山梨放送           | 月曜 - 金曜 16:50 - 17:00 | 日本テレビ系列                               | |
| 新潟県         | 新潟テレビ21       | 月曜 - 金曜 18:00 - 18:10 | テレビ朝日系列                               | 1983年10月開局。1985年頃に放送。                                                                    |
| 長野県         | テレビ信州         | 月曜 - 土曜 17:00 - 17:10 | 日本テレビ系列 テレビ朝日系列                | |
| 中京広域圏     | 名古屋テレビ       | 月曜 - 金曜 18:47 - 18:57 | テレビ朝日系列                               | |
| 鳥取県・島根県 | 日本海テレビ       | 月曜 - 金曜 16:50 - 17:00 | 日本テレビ系列                               | |
| 広島県         | 広島ホームテレビ   | 月曜 - 金曜 18:15 - 18:25 | テレビ朝日系列                               | |
| 香川県・岡山県 | 瀬戸内海放送       | 月曜 - 金曜 18:00 - 18:10 | テレビ朝日系列                               | |
| 高知県         | 高知放送           | 月曜 - 金曜 16:50 - 17:00 | 日本テレビ系列                               | |
| 宮崎県         | テレビ宮崎         | 月曜 - 金曜 17:20 - 17:30 | フジテレビ系列 日本テレビ系列 テレビ朝日系列 | |
| 鹿児島県       | 鹿児島放送         | 月曜 - 金曜 18:00 - 18:10 | テレビ朝日系列                               | 1982年10月開局。                                                                                    |
| 30分版         |                    | |                                              | |
| 関東広域圏     | テレビ朝日         | 日曜 9:30 - 10:00 → 月曜 19:00 - 19:30 | テレビ朝日系列                               | 制作局                                                                                              |
| 北海道         | 北海道テレビ       | 日曜 9:30 - 10:00 → 月曜 19:00 - 19:30 | テレビ朝日系列                               | |
| 青森県         | 青森放送           | 日曜 9:30 - 10:00 → 月曜 19:00 - 19:30 | 日本テレビ系列 テレビ朝日系列                | |
| 宮城県         | 東日本放送         | 日曜 9:30 - 10:00 → 月曜 19:00 - 19:30 | テレビ朝日系列                               | |
| 福島県         | 福島放送           | 日曜 9:30 - 10:00 → 月曜 19:00 - 19:30 | テレビ朝日系列                               | |
| 静岡県         | 静岡けんみんテレビ | 日曜 9:30 - 10:00 → 月曜 19:00 - 19:30 | テレビ朝日系列                               | 現・静岡朝日テレビ。                                                                                |
| 中京広域圏     | 名古屋テレビ       | 日曜 9:30 - 10:00 → 月曜 19:00 - 19:30 | テレビ朝日系列                               | |
| 近畿広域圏     | 朝日放送           | 日曜 9:30 - 10:00 → 月曜 19:00 - 19:30 | テレビ朝日系列                               | 現・朝日放送テレビ。                                                                                |
| 広島県         | 広島ホームテレビ   | 日曜 9:30 - 10:00 → 月曜 19:00 - 19:30 | テレビ朝日系列                               | |
| 香川県・岡山県 | 瀬戸内海放送       | 日曜 9:30 - 10:00 → 月曜 19:00 - 19:30 | テレビ朝日系列                               | |
| 福岡県         | 九州朝日放送       | 日曜 9:30 - 10:00 → 月曜 19:00 - 19:30 | テレビ朝日系列                               | |
| 鹿児島県       | 鹿児島放送         | 日曜 9:30 - 10:00 → 月曜 19:00 - 19:30 | テレビ朝日系列                               | 1982年10月開局から放送。                                                                            |
| 岩手県         | 岩手放送           | 水曜 17:30 - 18:00 → 月曜 16:35 - 17:05（1985年12月中旬 - 1986年1月上旬時点）                                                                       | TBS系列                                      | 現・IBC岩手放送。                                                                                   |
| 秋田県         | 秋田テレビ         | 水曜 17:00 - 17:30（1982年12月中旬 - 1983年1月上旬時点） → 月曜 19:00 - 19:30                                                                       | フジテレビ系列 テレビ朝日系列                | |
| 山形県         | 山形放送           | 水曜 17:00 - 17:30 | 日本テレビ系列 テレビ朝日系列                | |
| 山梨県         | 山梨放送           | 土曜 16:00 - 16:30（1982年3月中旬 - 4月上旬時点） → 木曜 17:30 - 18:00                                                                              | 日本テレビ系列                               | |
| 新潟県         | 新潟総合テレビ     | 月曜 16:55 - 17:25 | フジテレビ系列 テレビ朝日系列                | 現・NST新潟総合テレビ。新潟テレビ21の開局まで放送。 1983年10月に新潟テレビ21の開局に伴いANNを脱退。 |
| 新潟県         | 新潟テレビ21       | 月曜 19:00 - 19:30 | テレビ朝日系列                               | 1983年10月開局から放送。                                                                            |
| 長野県         | テレビ信州         | 日曜 9:30 - 10:00（1982年12月中旬 - 1983年1月上旬時点） → 日曜 18:00 - 18:30                                                                        | 日本テレビ系列 テレビ朝日系列                | |
| 富山県         | 北日本放送         | 火曜 17:30 - 18:00（1982年10月26日 - 1984年3月27日） → 水曜 17:00 - 17:30（1984年4月4日 - 1986年6月4日）                                            | 日本テレビ系列                               | |
| 石川県         | 北陸放送           | 月曜 17:30 - 18:00（1982年3月中旬 - 4月上旬時点） → 金曜 17:00 - 17:30（1982年12月中旬 - 1983年1月上旬時点） → 月曜 17:00 - 17:30（1984年12月時点） | TBS系列                                      | |
| 福井県         | 福井テレビ         | 月曜 17:25 - 17:55 | フジテレビ系列                               | 1982年頃に放送。                                                                                    |
| 福井県         | 福井放送           | 日曜 10:00 - 10:30 | 日本テレビ系列                               | 1983年4月3日から放送。                                                                              |
| 鳥取県・島根県 | 日本海テレビ       | 金曜 17:40 - 18:10（1982年3月中旬 - 4月上旬時点） → 金曜 17:00 - 17:30                                                                              | 日本テレビ系列                               | |
| 山口県         | 山口放送           | 水曜 17:15 - 17:45（1982年12月中旬 - 1983年1月上旬時点） → 月曜 19:00 - 19:30                                                                       | 日本テレビ系列 テレビ朝日系列                | |
| 徳島県         | 四国放送           | 日曜 10:30 - 11:00 | 日本テレビ系列                               | 途中で打ち切り。                                                                                    |
| 愛媛県         | 南海放送           | 月曜 17:25 - 17:55 | 日本テレビ系列                               | |
| 高知県         | 高知放送           | 日曜 9:30 - 10:00（1982年12月中旬 - 1983年1月上旬時点） → 日曜 8:30 - 9:00 → 水曜 17:00 - 17:30（1985年12月中旬 - 1986年1月上旬時点）               | 日本テレビ系列                               | |
| 長崎県         | 長崎放送           | 火曜 17:20 - 17:50（1982年3月中旬 - 4月上旬時点） → 火曜 16:50 - 17:20                                                                              | TBS系列                                      | |
| 熊本県         | テレビ熊本         | 水曜 17:30 - 18:00（1982年12月中旬 - 1983年1月上旬時点） → 月曜 19:00 - 19:30                                                                       | フジテレビ系列 テレビ朝日系列                | 1982年3月までは日本テレビ系列とのトリプルネット局。                                                 |
| 大分県         | 大分放送           | 土曜 7:00 - 7:30（1982年3月中旬 - 4月上旬時点） → 月曜 17:20 - 17:50（1982年12月中旬 - 1983年1月上旬時点）                                          | TBS系列                                      | 1983年3月まで放送。                                                                                 |
| 大分県         | テレビ大分         | 月曜 19:00 - 19:30 | 日本テレビ系列 フジテレビ系列 テレビ朝日系列 | 1983年4月から放送。                                                                                 |
| 宮崎県         | テレビ宮崎         | 月曜 19:00 - 19:30 | 日本テレビ系列 フジテレビ系列 テレビ朝日系列 | 1985年4月時点では金曜17:00-17:30に放送                                                              |
| 沖縄県         | 琉球放送           | 日曜 14:30 - 15:00（1982年3月中旬 - 4月上旬時点） → 火曜 17:30 - 18:00（1982年12月中旬 - 1983年1月上旬時点） → 火曜 17:15 - 17:45                   | TBS系列                                      | |

### NINJAハットリくんリターンズ (2012年)
2012年2月14日、テレビ朝日社長の早河洋が定例会見で、同年5月からインドで『ハットリくん』の新作アニメを制作・放送すると発表。同国のキッズ向けチャンネル「Nick India」で5月14日より全26話（1話は2エピソードで構成）が放送された。インドでは前述のとおり2004年から『ハットリくん』のアニメを放送しており、これが人気を博し続けていることから、昨今高度経済成長を続ける同国でのコンテンツビジネスの収益拡大が見込めると判断、博報堂DYメディアパートナーズの協力のもと現地のアニメ制作会社リライアンス・メディア・ワークスとシンエイ動画が共同制作（実制作の大半は現地で実施）した。
ストーリーは藤子が新規に作ったもので設定などは原典と概ね同一であるが、現代（2012年ごろ）の世相に即して作っているため、スマートフォン、携帯電話、インターネットなど、日本版アニメの放送当時には一般的でなかったものも登場する。
当初から前述の会見で早河社長が日本にも逆輸入して放送することも検討していると発言していたが、2013年2月、CS放送の『アニマックス』で日本語吹き替え版を放送すると発表、同年5月13日より放送された。字幕放送も実施され、ハットリカンゾウが黄色字幕、ケン一が青色字幕、ハットリシンゾウが緑字幕、それ以外の人物は白色で表記される。日本語吹き替え版においてキャストはハットリカンゾウ役の堀絢子と獅子丸役の緒方賢一以外はアニメ第1作から変更、オープニング・エンディング曲は日本版アニメのオリジナル音源をそのまま使用している。サブタイトルの発音では「-でござる（一呼吸置いて）のまっきっ」の後に「ニンニン!」が加わっている。後にテレビ朝日のCS専門局『テレ朝チャンネル1』でも放送を開始した。
2014年7月11日にはインド版の日本語吹き替え版の第1シリーズDVD-BOXが『NINJAハットリくん リターンズ』のタイトルで発売された。発売を記念し一部エピソードが同年7月4日深夜（7月5日午前）にテレビ朝日（関東ローカル）にて特別番組として放送された。
2014年4月からはインドで第2シリーズを放送。日本でも同年7月21日よりアニマックスで日本語版の放送が開始された。2016年4月12日からはアニマックスで『新あたしンち』の後番組として第3シリーズを放送し、2017年2月2日からは第4シリーズを放送。
2019年以降も第5、6シリーズに相当する新作エピソードがインドでは放送されていたが、日本では放送や配信がされない状態が続いていた中、2022年2月1日よりdアニメストアにて第1～4期を含め日本でも配信され(オープニング・エンディングはカットされている)、2月22日からシンエイ動画公式YouTubeチャンネルにて配信を始めている。

#### スタッフ（2012年版）
- 原作 - 藤子不二雄Ⓐ
- 監督・シリーズ構成（第1・2期）→監督（第3期）やすみ哲夫→木野雄（第4期）
- 総監督（第4期） - やすみ哲夫
- キャラクターデザイン・プロップデザイン（第1期）→キャラクターデザイン（第2期 - ） - 富永貞義
- 美術監督 - 天水勝（第1期）→三原伸明（第2期）→天水勝（第3期）→氣賀澤佐知子（第4期）
- 色彩設計 - 松谷早苗（第1期）→蝦名佳代子（第2期）→伊東さき子（第3期 - ）
- 編集 - 中葉由美子・村井秀明（第2期）→岡安プロモーション（第3期）
- 音響監督 - 大熊昭
- 音楽 - 菊池俊輔[注 17]
- 音響演出助手 - 浦上靖之（第1期）
- 音響制作 - オーディオ・プランニングユー（第1期）→AUDIO PLANNING U（第2期 - ）
- 録音スタジオ - APU目黒スタジオ→APU MEGURO STUDIO（第2期 - ）
- ミキサー - 小沼則義（第1・3期）、田口信孝（第2期）
- アシスタント・ミキサー - 田口信孝（第1・3期）
- 音響制作デスク - 土屋枝穂（第3期）
- 音響効果 - 風間結花（第2期 - ）（フィズサウンドクリエイション）[注 18]
- ビデオ編集 - 東京現像所（岸亮二・斎藤和昌）（第3期）
- 音楽協力 - テレビ朝日ミュージック
- 制作デスク - 鈴木健一（第2期）→岡野孝規（第3期 - ）
- プロデューサー - 岸本隆宏・魁生聡（第1期）→水谷圭・荒木元道（第2期）→水谷圭・新井麻実・岸本隆宏・和田泰（第3期）→岸本隆宏・永田雄一（第4期）
- 日本語版プロデューサー - 吉川大祐・魁生聡（第1期）
- 制作→Produced by - テレビ朝日（第1期）→tv asahi（第2期 - ）シンエイ動画（第1期）→SHIN-EI ANIMATION（第2期 - ）

#### 各話リスト（第2作）
| 初回放送日     | 話数  | サブタイトル（邦題）                       | 脚本         | 絵コンテ         | 演出            | レイアウト                                                                            |
| 第1期          | 第1期 | 第1期                                      | 第1期        | 第1期            | 第1期           | 第1期                                                                                 |
| -------------- | ----- | ------------------------------------------ | ------------ | ---------------- | --------------- | ------------------------------------------------------------------------------------- |
| 2013年 5月13日 | 1     | バーゲンは戦場でござる!の巻                | 清水東       | のなかかずみ     | 木野雄 鈴木洋介 | 大武正枝、大宅幸男                                                                    |
| 2013年 5月13日 | 1     | 小池先生に変身でござるの巻                 | 相内美生     | 安藤敏彦         | 木野雄 鈴木洋介 | 澤田裕美、八木郁乃                                                                    |
| 5月20日        | 2     | 影千代も褒められたいでござるの巻           | 相内美生     | パク・キョンスン | 木野雄 鈴木洋介 | 進藤満尾                                                                              |
| 5月20日        | 2     | 博物館は大パニックでござるの巻             | うえのきみこ | 麦野アイス       | 木野雄 鈴木洋介 | 尾鷲英俊                                                                              |
| 5月27日        | 3     | 若返り作戦には参ったでござるの巻           | 相内美生     | パク・キョンスン | 木野雄 鈴木洋介 | 林静香                                                                                |
| 5月27日        | 3     | ラクガキが消えないでござる!?の巻           | 川辺美奈子   | 麦野アイス       | 木野雄 鈴木洋介 | 大武正枝                                                                              |
| 6月3日         | 4     | サラリーマンは大変でござるの巻             | うえのきみこ | のなかかずみ     | 木野雄 鈴木洋介 | 茂木啄次                                                                              |
| 6月3日         | 4     | 忍法テニスで勝負でござるの巻               | 清水東       | 安藤敏彦         | 木野雄 鈴木洋介 | 松浦仁美                                                                              |
| 6月10日        | 5     | シンゾウのお手伝いでござる!の巻            | 川辺美奈子   | パク・キョンスン | 木野雄 鈴木洋介 | 長島崇                                                                                |
| 6月10日        | 5     | シャッターチャンスを狙うでござる!の巻      | 清水東       | 鈴木卓夫         | 木野雄 鈴木洋介 | 大森孝敏                                                                              |
| 6月17日        | 6     | 試験官は誰でござる？の巻                   | うえのきみこ | 安藤敏彦         | 木野雄 鈴木洋介 | 岩永大蔵                                                                              |
| 6月17日        | 6     | ヒーローになりたいでござるの巻             | 相内美生     | 鈴木卓夫         | 木野雄 鈴木洋介 | 針金屋英郎                                                                            |
| 6月24日        | 7     | 停電に備えてサバイバル生活の巻             | 相内美生     | 麦野アイス       | 木野雄 鈴木洋介 | 尾鷲英俊                                                                              |
| 6月24日        | 7     | ワンニャン、忍法サッカーでござるの巻       | うえのきみこ | のなかかずみ     | 木野雄 鈴木洋介 | 松浦仁美                                                                              |
| 7月1日         | 8     | 宿題1000倍はつらいでござる!の巻            | 清水東       | パク・キョンスン | 木野雄 鈴木洋介 | 茂木啄次                                                                              |
| 7月1日         | 8     | からくり自転車はスゴイでござるの巻         | 清水東       | 安藤敏彦         | 木野雄 鈴木洋介 | 入江康智、大森孝敏                                                                    |
| 7月8日         | 9     | しゃっくりが止まらないでござる!の巻        | 川辺美奈子   | 安藤敏彦         | 木野雄 鈴木洋介 | 岩永大蔵                                                                              |
| 7月8日         | 9     | 夢子ちゃんの願いごとは何でござる?の巻      | うえのきみこ | 鈴木卓夫         | 木野雄 鈴木洋介 | 前田一雪、原勝徳                                                                      |
| 7月15日        | 10    | 兄弟ゲンカはイカンでござる!の巻            | 川辺美奈子   | 麦野アイス       | 木野雄 鈴木洋介 | 尾鷲英俊                                                                              |
| 7月15日        | 10    | くっついちゃったでござる!の巻              | うえのきみこ | 安藤敏彦         | 木野雄 鈴木洋介 | 大武正枝                                                                              |
| 7月22日        | 11    | 忍者レストランは大繁盛でござるの巻         | 清水東       | のなかかずみ     | 木野雄 鈴木洋介 | 田中好浩、大森孝敏                                                                    |
| 7月22日        | 11    | ケン一氏は天才手品師でござるの巻           | 川辺美奈子   | パク・キョンスン | 木野雄 鈴木洋介 | 松浦仁美                                                                              |
| 7月29日        | 12    | 優しい獅子丸が怖いでござるの巻             | 川辺美奈子   | 麦野アイス       | 木野雄 鈴木洋介 | 尾鷲英俊                                                                              |
| 7月29日        | 12    | 忍者屋敷猛レースでござるの巻               | 相内美生     | 木野雄           | 木野雄 鈴木洋介 | 尾鷲英俊                                                                              |
| 8月5日         | 13    | 恋する獅子丸でござる!の巻                  | 川辺美奈子   | のなかかずみ     | 木野雄 鈴木洋介 | 長島崇                                                                                |
| 8月5日         | 13    | 釣りで勝負でござる!の巻                    | 相内美生     | 鈴木卓夫         | 木野雄 鈴木洋介 | 大武正枝                                                                              |
| 8月12日        | 14    | シンゾウ、新忍法に挑むでござるの巻         | 相内美生     | パク・キョンスン | 木野雄 鈴木洋介 | 大武正枝                                                                              |
| 8月12日        | 14    | 夢子ちゃんのファッションショーでござるの巻 | 清水東       | 安藤敏彦         | 木野雄 鈴木洋介 | 前田一雪、茂木啄次                                                                    |
| 8月19日        | 15    | 伊賀秘伝の巻物でござるの巻                 | 川辺美奈子   | 麦野アイス       | 木野雄 鈴木洋介 | 尾鷲英俊                                                                              |
| 8月19日        | 15    | ケムマキ氏、ビックスターになるでござるの巻 | 相内美生     | 鈴木卓夫         | 木野雄 鈴木洋介 | 大武正枝                                                                              |
| 8月26日        | 16    | 防犯対策はバッチリでござる!の巻            | 清水東       | 鈴木卓夫         | 木野雄 鈴木洋介 | 進藤満尾                                                                              |
| 8月26日        | 16    | 夢子ちゃんは占いがお好きでござるの巻       | 清水東       | 安藤敏彦         | 木野雄 鈴木洋介 | 今野淑子                                                                              |
| 9月2日         | 17    | 荷物を取り返すでござるの巻                 | 川辺美奈子   | のなかかずみ     | 木野雄 鈴木洋介 | 進藤満尾                                                                              |
| 9月2日         | 17    | 宝物泥棒をつかまえるでござるの巻           | 鈴木洋介     | 鈴木洋介         | 木野雄 鈴木洋介 | 大武正枝                                                                              |
| 9月9日         | 18    | パパ上の腕時計でござるの巻                 | うえのきみこ | パク・キョンスン | 木野雄 鈴木洋介 | 尾鷲英俊                                                                              |
| 9月9日         | 18    | 外国忍者が弟子に?でござるの巻              | 相内美生     | 麦野アイス       | 木野雄 鈴木洋介 | 尾鷲英俊                                                                              |
| 9月16日        | 19    | 忍者は泣かないでござるの巻                 | 清水東       | 鈴木卓夫         | 木野雄 鈴木洋介 | 大武正枝                                                                              |
| 9月16日        | 19    | お猿には負けないでござるの巻               | 相内美生     | パク・キョンスン | 木野雄 鈴木洋介 | 進藤満尾                                                                              |
| 9月23日        | 20    | 獅子丸の犬小屋を作るでござる!の巻          | 川辺美奈子   | 安藤敏彦         | 木野雄 鈴木洋介 | 尾鷲英俊                                                                              |
| 9月23日        | 20    | 学校へ一番乗りでござる!の巻                | 清水東       | のなかかずみ     | 木野雄 鈴木洋介 | 大武正枝                                                                              |
| 9月30日        | 21    | ケン一氏は忍者でござるの巻                 | うえのきみこ | 安藤敏彦         | 木野雄 鈴木洋介 | 進藤満尾                                                                              |
| 9月30日        | 21    | 忍者ボーリングで対決でござる!の巻          | 川辺美奈子   | 安藤敏彦         | 木野雄 鈴木洋介 | 大武正枝                                                                              |
| 10月7日        | 22    | 決死のドライブでござるの巻                 | うえのきみこ | のなかかずみ     | 木野雄 鈴木洋介 | 尾鷲英俊                                                                              |
| 10月7日        | 22    | お注射大作戦でござるの巻                   | 川辺美奈子   | パク・キョンスン | 木野雄 鈴木洋介 | 今野淑子、神戸環                                                                      |
| 10月14日       | 23    | 子供ゴルフ大会でござる!の巻                | 清水東       | 鈴木卓夫         | 木野雄 鈴木洋介 | 大武正枝                                                                              |
| 10月14日       | 23    | 忍者訓練・隠れん坊でござる!の巻            | 鈴木洋介     | 鈴木洋介         | 木野雄 鈴木洋介 | 大武正枝                                                                              |
| 10月21日       | 24    | なんの卵?でござるの巻                      | 相内美生     | パク・キョンスン | 木野雄 鈴木洋介 | 進藤満尾                                                                              |
| 10月21日       | 24    | クイズ王は誰だ?!でござるの巻               | うえのきみこ | 安藤敏彦         | 木野雄 鈴木洋介 | 進藤満尾                                                                              |
| 10月28日       | 25    | お寺の大掃除でござる!の巻                  | 清水東       | 麦野アイス       | 木野雄 鈴木洋介 | 尾鷲英俊                                                                              |
| 10月28日       | 25    | からくり気球でござるの巻                   | 相内美生     | 鈴木卓夫         | 木野雄 鈴木洋介 | 今野淑子、神戸環                                                                      |
| 11月4日        | 26    | ケン一氏のツリーハウスでござるの巻         | 川辺美奈子   | のなかかずみ     | 木野雄 鈴木洋介 | 大武正枝                                                                              |
| 11月4日        | 26    | クリケットに挑戦でござるの巻               | 相内美生     | のなかかずみ     | 木野雄 鈴木洋介 | 尾鷲英俊                                                                              |
| 第2期          |       |                                            |              |                  |                 |                                                                                       |
| 2014年 7月21日 | 27    | 赤は危険でござるの巻                       | 相内美生     | やすみ哲夫       | 木野雄          | 長島崇                                                                                |
| 2014年 7月21日 | 27    | ニワトリをつかまえろでござる!の巻          | 川辺美奈子   | 木野雄           | 木野雄          | 進藤満尾                                                                              |
| 2014年 7月21日 | 28    | お泊りキャンプは楽しいでござる!の巻        | 清水東       | のなかかずみ     | 木野雄          | 岩永大蔵、吉田朋代 増谷三郎                                                           |
| 2014年 7月21日 | 28    | 脱出大作戦でござるの巻                     | うえのきみこ | 木野雄           | 木野雄          | Jeong Hown Song Yubang park Haewon Jeong Jucheol Park Siyun                           |
| 7月22日        | 29    | いつもニコニコでござる!の巻                | 清水東       | 鈴木卓夫         | 安藤敏彦        | 山下悟                                                                                |
| 7月22日        | 29    | 犯人は誰?でござるの巻                      | 北条千夏     | 牛草健           | 木野雄          | 長嶋崇、松浦仁美                                                                      |
| 7月22日        | 30    | ママ上のストライキでござるの巻             | 石川智子     | 麦野アイス       | 安藤敏彦        | 片岡恵美子                                                                            |
| 7月22日        | 30    | 獅子丸は優秀な番犬でござるの巻             | 相内美生     | 細谷秋夫         | 安藤敏彦        | Kim Sangmin、Lee Mingu Lee Sebo、Kim Daehun Lee Sangjin                               |
| 7月23日        | 31    | 洗濯物を回収せよでござる!の巻              | 川辺美奈子   | 細谷秋夫         | 木野雄          | Jeong Hown Song Yubang park Haewon Jeong Jucheol Park Siyun                           |
| 7月23日        | 31    | 植物園は楽しいでござる!の巻                | 川辺美奈子   | 木野雄           | 木野雄          | 長嶋崇、松下佳弘                                                                      |
| 7月23日        | 32    | 偵察も大変でござるの巻                     | うえのきみこ | 鈴木大司         | 木野雄          | 進藤満尾                                                                              |
| 7月23日        | 32    | 忍法童心帰りの術でござる!の巻              | 清水東       | のなかかずみ     | 木野雄          | Kim Sangmin、Lee Mingu Lee Sebo、Kim Daehun Lee Sangjin                               |
| 7月24日        | 33    | シンゾウと亀の卵でござるの巻               | 相内美生     | 鈴木大司         | 布施康之        | Jeong Hown Song Yubang park Haewon Jeong Jucheol Park Siyun                           |
| 7月24日        | 33    | 打倒ハットリくんでござるの巻               | 北条千夏     | 大宙征基         | 木野雄          | 増谷三郎                                                                              |
| 7月24日        | 34    | 好き嫌いはこりごりでござるの巻             | 相内美生     | 細谷秋夫         | 安藤敏彦        | Jeong Hown Song Yubang park Haewon Jeong Jucheol Park Siyun                           |
| 7月24日        | 34    | 放課後の夢子ちゃんでござるの巻             | うえのきみこ | 大宙征基         | 安藤敏彦        | Kim Sangmin、Lee Mingu Lee Sebo、Kim Daehun Lee Sangjin                               |
| 7月25日        | 35    | ケンイチ氏のジョギング修行でござる!の巻    | 清水東       | 鈴木卓夫         | 布施康之        | Jeong Hown Song Yubang park Haewon Jeong Jucheol Park Siyun                           |
| 7月25日        | 35    | エレキャットはビリビリでござるの巻         | うえのきみこ | のなかかずみ     | 布施康之        | Kim Sangmin、Lee Mingu Lee Sebo、Kim Daehun Lee Sangjin                               |
| 7月25日        | 36    | 忍法おもい花は恐ろしいでござるの巻         | 相内美生     | 安藤敏彦         | 安藤敏彦        | Kim Sangmin、Lee Mingu Lee Sebo、Kim Daehun Lee Sangjin                               |
| 7月25日        | 36    | 細かいことは気にしないでござる!の巻        | 清水東       | 安藤敏彦         | 安藤敏彦        | Jeong Hown Song Yubang park Haewon Jeong Jucheol Park Siyun                           |
| 7月28日        | 37    | 蝶が大好き小池先生でござるの巻             | 江夏由結     | 大宙征基         | 布施康之        | Kim Sangmin、Lee Mingu Lee Sebo、Kim Daehun Lee Sangjin                               |
| 7月28日        | 37    | 外国忍者再び?でござるの巻                  | 相内美生     | 麦野アイス       | 木野雄          | 大武正枝                                                                              |
| 7月28日        | 38    | プレゼント大作戦でござる!の巻              | 川辺美奈子   | のなかかずみ     | 木野雄          | 増谷三郎                                                                              |
| 7月28日        | 38    | ママ上は発明家でござるの巻                 | うえのきみこ | パクキョンスン   | 牛草健          | 長嶋崇                                                                                |
| 7月29日        | 39    | シンゾウのちびっこ忍者団でござるの巻       | 石川智子     | 細谷秋夫         | 木野雄          | 松崎一                                                                                |
| 7月29日        | 39    | 負けるが勝ちでござるでござるの巻           | うえのきみこ | のなかかずみ     | 木野雄          | Kim Sangmin、Lee Mingu Lee Sebo、Kim Daehun Lee Sangjin                               |
| 11月17日       | 40    | 通信簿を捜索せよ!でござるの巻              | 相内美生     | のなかかずみ     | 布施康之        | 松下佳弘、進藤満尾 岩永大蔵、長島崇                                                   |
| 11月17日       | 40    | 七不思議の謎を追えでござる!の巻            | 川辺美奈子   | パクキョンスン   | 布施康之        | 松崎一                                                                                |
| 11月24日       | 41    | 良い行いは気持ちいいでござるの巻           | 石川智子     | 鈴木卓夫         | 木野雄          | Jeong Hown、Song Yubang Park Haewon、Jeong Jucheol Park Siyun                         |
| 11月24日       | 41    | 伝説の刀鍛冶でござる!の巻                  | 川辺美奈子   | 大宙征基         | 牛草健          | 進藤満尾                                                                              |
| 12月1日        | 42    | 美化委員の座は誰のもの!?でござるの巻       | 江夏由結     | 鈴木卓夫         | 細谷秋夫        | 長島崇                                                                                |
| 12月1日        | 42    | 鳥になった獅子丸でござるの巻               | うえのきみこ | 麦野アイス       | 牛草健          | 林一哉                                                                                |
| 12月8日        | 43    | 雨の日も修行でござるの巻                   | 北条千夏     | 鈴木卓夫         | 牛草健          | 増谷三郎                                                                              |
| 12月8日        | 43    | 決戦!巨大イカでござるの巻                  | うえのきみこ | 大宙征基         | 牛草健          | 長島崇                                                                                |
| 12月15日       | 44    | 影千代の良心でござるの巻                   | 北条千夏     | パクキョンスン   | 木野雄          | 林一哉                                                                                |
| 12月15日       | 44    | お宝を探せでござる!の巻                    | 川辺美奈子   | 細谷秋夫         | 木野雄          | 増谷三郎                                                                              |
| 12月22日       | 45    | ニンジャモンジャって何じゃ?でござるの巻    | 石川智子     | 鈴木卓夫         | 布施康之        | 松崎一                                                                                |
| 12月22日       | 45    | 獅子丸のダイエットでござるの巻             | うえのきみこ | 麦野アイス       | やすみ哲夫      | 大武正枝                                                                              |
| 2015年 1月5日  | 46    | カンガルーボクサーを倒せでござる!の巻      | 清水東       | 細谷秋夫         | 細谷秋夫        | 林一哉                                                                                |
| 2015年 1月5日  | 46    | 獅子丸のオシャレコンテストでござるの巻     | 江夏由結     | 細谷秋夫         | のなかかずみ    | 松崎一                                                                                |
| 1月12日        | 47    | 夢子殿の護身術でござる!の巻                | 清水東       | 鈴木大司         | 木野雄          | 進藤満尾                                                                              |
| 1月12日        | 47    | 伝言竹筒で大げんかでござるの巻             | 相内美生     | 麦野アイス       | 木野雄          | 長島崇                                                                                |
| 1月19日        | 48    | ケンイチ氏恐怖の一夜でござる!の巻          | 江夏由結     | 大宙征基         | 布施康之        | Kim Sangmin、Lee Mingu Lee Sebo、Kim Daehun Lee Sangjin                               |
| 1月19日        | 48    | キラリと光るでござるの巻                   | 北条千夏     | パクキョンスン   | 布施康之        | Jeong Hown、Song Yubang Park Haewon、Jeong Jucheol Park Siyun                         |
| 1月26日        | 49    | 博物館に忍び込むでござる!の巻              | 清水東       | 木野雄           | 木野雄          | 大武正枝、増谷三郎                                                                    |
| 1月26日        | 49    | 不思議な温泉旅館でござるの巻               | 相内美生     | 細谷秋夫         | 細谷秋夫        | 細谷秋夫                                                                              |
| 2月2日         | 50    | 夢子殿の家が遠いでござるの巻               | 相内美生     | 細谷秋夫         | 布施康之        | Kim Sangmin、Lee Mingu Lee Sebo、Kim Daehun Lee Sangjin                               |
| 2月2日         | 50    | 三葉家のネズミ退治でござる!の巻            | 川辺美奈子   | のなかかずみ     | 牛草健          | 松崎一                                                                                |
| 2月9日         | 51    | 本日はムササビ日和でござるの巻             | うえのきみこ | 麦野アイス       | 木野雄          | Kim Sangmin、Lee Mingu Lee Sebo、Kim Daehun Lee Sangjin                               |
| 2月9日         | 51    | ケンイチ氏の忍者映画でござる!の巻          | 清水東       | 鈴木卓夫         | 木野雄          | Jeong Hown、Song Yubang Park Haewon、Jeong Jucheol Park Siyun                         |
| 2月16日        | 52    | 小池先生ついにデートでござる?!の巻         | 相内美生     | 細谷秋夫         | 布施康之        | Kim Sangmin、Lee Mingu Lee Sebo、Kim Daehun Lee Sangjin                               |
| 2月16日        | 52    | 変装大作戦でデートでござる!の巻            | 川辺美奈子   | 鈴木卓夫         | 牛草健          | 進藤満尾                                                                              |
| 第3期          |       |                                            |              |                  |                 |                                                                                       |
| 2016年 4月12日 | 53    | パパ上をおもてなしでござるの巻             | 川辺美奈子   | やすみ哲夫       | 木野雄          | 東根さくらんぼ                                                                        |
| 2016年 4月12日 | 53    | お弁当は命がけでござるの巻                 | うえのきみこ | 木野雄           | 木野雄          | Song Yubang、Lee Jaeho Kim Myeonggun、Kim Teahyeng Woo Jinsung、Kim Taehyung          |
| 4月19日        | 54    | とにかく明るいケン一氏でござるの巻         | 清水東       | 伊賀夕           | 牛草健          | 長島崇                                                                                |
| 4月19日        | 54    | 片付けてスッキリでござるの巻               | 中弘子       | 牛草健           | 牛草健          | Song Yubang、Lee Jaeho Kim Myeonggun、Kim Teahyeng Woo Jinsung、Kim Taehyung          |
| 4月26日        | 55    | 輪っかでフラフラでござるの巻               | 中弘子       | 細谷秋夫         | 細谷秋夫        | Song Yubang、Lee Jaeho Kim Myeonggun、Kim Teahyeng Woo Jinsung、Kim Taehyung          |
| 4月26日        | 55    | 出張の準備は完璧でござるの巻               | うえのきみこ | 細谷秋夫         | 細谷秋夫        | 細谷秋夫                                                                              |
| 5月10日        | 56    | 着ぐるみはツライでござるの巻               | 川辺美奈子   | パクキョンスン   | パクキョンスン  | 木村陽子                                                                              |
| 5月10日        | 56    | お留守番を満喫するでござるの巻             | 成島由紀子   | パクキョンスン   | パクキョンスン  | Song Yubang、Lee Jaeho Kim Myeonggun、Kim Teahyeng Woo Jinsung、Kim Taehyung          |
| 5月17日        | 57    | 走れ獅子丸でござるの巻                     | うえのきみこ | やすみ哲夫       | 木野雄          | Song Yubang、Lee Jaeho Kim Myeonggun、Kim Teahyeng Woo Jinsung、Kim Taehyung          |
| 5月17日        | 57    | マツタケのおかげでござるの巻               | 石川智子     | 鈴木卓夫         | 木野雄          | Song Yubang、Lee Jaeho Kim Myeonggun、Kim Teahyeng Woo Jinsung、Kim Taehyung          |
| 5月24日        | 58    | 孫は来て良し、また来て良しでござるの巻     | 成島由紀子   | 鈴木卓夫         | 岡田けんじろう  | Sin Hye ran Kim Dae hoon Yoo Seung hee                                                |
| 5月24日        | 58    | ママ上なんて大嫌いでござるの巻             | 中弘子       | やすみ哲夫       | 岡田けんじろう  | Sin Hye ran Kim Dae hoon Yoo Seung hee                                                |
| 5月31日        | 59    | ハイテク頭巾は手強いでござるの巻           | 清水東       | 伊賀夕           | 牛草健          | 松下佳弘、長島崇                                                                      |
| 5月31日        | 59    | 影丸になった獅子丸でござるの巻             | 鈴木洋介     | のなかかずみ     | 牛草健          | 田中保、進藤満尾                                                                      |
| 6月7日         | 60    | 忍法雨だれの舞でござるの巻                 | 清水東       | のなかかずみ     | 秦義人          | Song Yubang、Lee Jaeho Kim Myeonggun、Kim Teahyeng Woo Jinsung、Kim Taehyung          |
| 6月7日         | 60    | 忍者泥棒を捕まえろ!の巻                    | 清水東       | 秦義人           | 秦義人          | Song Yubang、Lee Jaeho Kim Myeonggun、Kim Teahyeng Woo Jinsung、Kim Taehyung          |
| 6月14日        | 61    | 静かな静かな三葉家でござるの巻             | 石川智子     | 鈴木卓夫         | 館信一郎        | Sin Hye ran Kim Dae hoon Yoo Seung hee                                                |
| 6月14日        | 61    | お散歩はヘトヘトでござるの巻               | 鈴木洋介     | Hong Hunpyo      | 館信一郎        | Sin Hye ran Kim Dae hoon Yoo Seung hee                                                |
| 6月21日        | 62    | 願掛けは苦労するでござるの巻               | 川辺美奈子   | 釘宮洋           | 池端たかし      | 中城悦雄、Song Yubang Lee Jaeho、Kim Myeonggun Kim Teahyeng、Woo Jinsung Kim Taehyung |
| 6月21日        | 62    | チクワ犬の正体をあばけでござるの巻         | 清水東       | パクキョンスン   | 池端たかし      | 進藤満尾、Song Yubang Lee Jaeho、Kim Myeonggun Kim Teahyeng、Woo Jinsung Kim Taehyung |
| 6月28日        | 63    | パパ上のいない授業参観でござるの巻         | 成島由紀子   | 細谷秋夫         | 細谷秋夫        | 樋口善法、Song Yubang Lee Jaeho、Kim Myeonggun Kim Teahyeng、Woo Jinsung Kim Taehyung |
| 6月28日        | 63    | 宝くじが当たったでござるの巻               | うえのきみこ | 細谷秋夫         | 細谷秋夫        | 細谷秋夫                                                                              |
| 7月5日         | 64    | スマートホンにお任せでござるの巻           | うえのきみこ | 東根さくらんぼ   | 牛草健          | 木村陽子                                                                              |
| 7月5日         | 64    | 憧れの忍者プリンセスでござるの巻           | 成島由紀子   | 伊賀夕           | 牛草健          | 長島崇 伊賀夕(マンガ作画)                                                             |
| 7月12日        | 65    | 刀がないと落ち着かないでござるの巻         | 川辺美奈子   | 門司港一         | 門司港一        | 松下佳弘、Song Yubang Lee Jaeho、Kim Myeonggun Kim Teahyeng、Woo Jinsung Kim Taehyung |
| 7月12日        | 65    | 絵心は大切でござるの巻                     | 鈴木洋介     | 門司港一         | 門司港一        | 門司港一                                                                              |
| 7月19日        | 66    | 愛子先生のお引っ越しでござるの巻           | 川辺美奈子   | 麦野アイス       | 館信一郎        | Sin Hye ran Kim Dae hoon Yoo Seung hee                                                |
| 7月19日        | 66    | ママ上は忍者に違いないでござるの巻         | 北条千夏     | 岡田けんじろう   | 岡田けんじろう  | Sin Hye ran Kim Dae hoon Yoo Seung hee                                                |
| 7月26日        | 67    | シンゾウの姿は見えないでござるの巻         | 福島直浩     | パクキョンスン   | Lee Hose        | Song Yubang、Lee Jaeho Kim Myeonggun、Kim Teahyeng Woo Jinsung、Kim Taehyung          |
| 7月26日        | 67    | おもしろ動画は大掛かりでござるの巻         | 川辺美奈子   | 佐藤元           | Lee Hose        | Song Yubang、Lee Jaeho Kim Myeonggun、Kim Teahyeng Woo Jinsung、Kim Taehyung          |
| 8月2日         | 68    | 忍法早送りの術でござるの巻                 | 清水東       | 鈴木卓夫         | 牛草健          | Song Yubang、Lee Jaeho Kim Myeonggun、Kim Teahyeng Woo Jinsung、Kim Taehyung          |
| 8月2日         | 68    | ケムマキの怪我でござるの巻                 | うえのきみこ | のなかかずみ     | 牛草健          | Song Yubang、Lee Jaeho Kim Myeonggun、Kim Teahyeng Woo Jinsung、Kim Taehyung          |
| 8月9日         | 69    | 大事にしまい過ぎたでござるの巻             | 中弘子       | 門司港一         | 門司港一        | 門司港一                                                                              |
| 8月9日         | 69    | 忍法なりきり動物の術でござるの巻           | 清水東       | 門司港一         | 門司港一        | 進藤満尾、氏家友和                                                                    |
| 8月16日        | 70    | 影千代と豆千代でござるの巻                 | 石川智子     | 木野雄           | 木野雄          | 田中保、進藤満尾                                                                      |
| 8月16日        | 70    | 夢子殿と拙者の秘密でござるの巻             | うえのきみこ | 東根さくらんぼ   | 木野雄          | 長島崇、田中保                                                                        |
| 8月23日        | 71    | はぐれ忍者犬と獅子丸でござるの巻           | 相内美生     | 東根さくらんぼ   | 久保太郎        | Kim Dae hoon                                                                          |
| 8月23日        | 71    | ぬりたてセメント砦でござるの巻             | うえのきみこ | 鈴木卓夫         | 布施康之        | 林一哉、jeoung Gyu Tak                                                                |
| 8月30日        | 72    | 忍法打ち上げ花火でござるの巻               | うえのきみこ | パクキョンスン   | パクキョンスン  | Song Yubang、Lee Jaeho Kim Myeonggun、Kim Teahyeng Woo Jinsung、Kim Taehyung          |
| 8月30日        | 72    | 本音香は危険でござるの巻                   | 清水東       | パクキョンスン   | パクキョンスン  | 田中保、Song Yubang Lee Jaeho、Kim Myeonggun Kim Teahyeng、Woo Jinsung Kim Taehyung   |
| 9月6日         | 73    | アレと一緒にお留守番でござるの巻           | 鈴木洋介     | のなかかずみ     | 伊賀夕          | 樋口善法                                                                              |
| 9月6日         | 73    | バレずに忍法忍び足でござるの巻             | 相内美生     | 東根さくらんぼ   | 東根さくらんぼ  | 長島崇                                                                                |
| 9月13日        | 74    | 忍法千の耳の修行でござるの巻               | 中弘子       | 鈴木卓夫         | 関大            | 松下佳弘、Song Yubang Lee Jaeho、Kim Myeonggun Kim Teahyeng、Woo Jinsung Kim Taehyung |
| 9月13日        | 74    | 眠っていたいケン一氏でござるの巻           | 石川智子     | 秦義人           | 関大            | Song Yubang、Lee Jaeho Kim Myeonggun、Kim Teahyeng Woo Jinsung、Kim Taehyung          |
| 9月20日        | 75    | 未知との遭遇でござるの巻                   | 鈴木洋介     | 東根さくらんぼ   | 氏家友和        | 樋口善法、松下佳弘 田中保、長島崇                                                     |
| 9月20日        | 75    | 涙パワーでみんな止まった。の巻             | 福島直浩     | のなかかずみ     | 氏家友和        | 田中保、進藤満尾                                                                      |
| 9月27日        | 76    | シシロボは便利でござるの巻                 | うえのきみこ | 東根さくらんぼ   | 布施康之        | 水野知己                                                                              |
| 9月27日        | 76    | 三葉家のリフォームでござるの巻             | 成島由紀子   | 麦野アイス       | 館信一郎        | 林一哉 Hwang II Jin                                                                   |
| 10月4日        | 77    | ママ上の家庭菜園でござるの巻               | 川辺美奈子   | 細谷秋夫         | 細谷秋夫        | 細谷秋夫                                                                              |
| 10月4日        | 77    | つるり油でハッケヨイでござるの巻           | 清水東       | 細谷秋夫         | 細谷秋夫        | 細谷秋夫、田中保 松下佳弘                                                             |
| 10月11日       | 78    | シンゾウと獅子丸の便利屋でござるの巻       | 相内美生     | 木野雄           | 木野雄          | 長島崇                                                                                |
| 10月11日       | 78    | 拙者、記憶喪失でござるの巻                 | 成島由紀子   | 木野雄           | 麦野アイス      | 樋口善法                                                                              |
| 第4期          |       |                                            |              |                  |                 |                                                                                       |
| 2017年 2月2日  | 79    | 栗拾い大合戦でござるの巻                   | 川辺美奈子   | 門司港一         | 門司港一        | 長島崇                                                                                |
| 2017年 2月2日  | 79    | フランスから来た弟子でござるの巻           | 相内美生     | 門司港一         | 門司港一        | 門司港一                                                                              |
| 2月3日         | 80    | アイ子先生をお守りするでござるの巻         | 石川あさみ   | 東根さくらんぼ   | 布施康之        | 林一哉、Hwang II Jin 水野知己                                                         |
| 2月3日         | 80    | ずっこけ伊賀の三人衆でござるの巻           | 福島直浩     | パクキョンスン   | 氏家友和        | はしもとかつみ、松下佳弘                                                              |
| 2月6日         | 81    | 忍者はのろしで伝えるでござるの巻           | 福島直浩     | 東根さくらんぼ   | 氏家友和        | 田中保、進藤満尾                                                                      |
| 2月6日         | 81    | 本日拙者、休ニン日でござるの巻             | 福島直浩     | パクキョンスン   | 氏家友和        | 進藤満尾、松下佳弘                                                                    |
| 2月7日         | 82    | 影千代の恩返しでござるの巻                 | 相内美生     | 飯村正之         | 飯村正之        | 奥村シロウ、Jung gyu tak Park jung hee、服部森樹朗 Lee jin hyeong                     |
| 2月7日         | 82    | 空飛ぶ忍者ガムでござるの巻                 | 清水東       | 鈴木卓夫         | 飛田剛          | 林一哉、Hwang II Jin 水野知己                                                         |
| 2月8日         | 83    | 甲賀のくノ一見参!の巻                      | 成島由紀子   | 東根さくらんぼ   | 伊賀夕          | 樋口善法                                                                              |
| 2月8日         | 83    | けんか凧で大げんかでござるの巻             | うえのきみこ | 佐藤元           | 麦野アイス      | はしもとかつみ、佐藤元                                                                |
| 2月9日         | 84    | 地下に泊まろうでござるの巻                 | 相内美生     | 門司港一         | 門司港一        | 門司港一                                                                              |
| 2月9日         | 84    | 竹馬忍者合戦でござるの巻                   | 清水東       | 門司港一         | 門司港一        | 田中保、長島崇                                                                        |
| 2月10日        | 85    | 恐るべし忍者ドローンでござるの巻           | 清水東       | 鈴木卓夫         | 久保太郎        | 林一哉、Hwang II Jin 水野知己                                                         |
| 2月10日        | 85    | はたらく伊賀の三人衆でござるの巻           | 福島直浩     | 鳥羽明子         | 氏家友和        | 長島崇、李豪世 進藤満尾                                                               |
| 2月13日        | 86    | 忍者の実演販売でござるの巻                 | 清水東       | 鈴木卓夫         | 飯村正之        | 奥村シロウ、林一哉 Hwang il jin、Lee jin hyeong                                       |
| 2月13日        | 86    | シンゾウ、最近絶好調でござるの巻           | 川辺美奈子   | 久保太郎         | 久保太郎        | 林一哉、水野知己 Jung gyu tak、Park jung hee                                          |
| 2月14日        | 87    | 忍者の交通安全教室でござるの巻             | 福島直浩     | 秦義人           | 麦野アイス      | 大武正枝                                                                              |
| 2月14日        | 87    | ラブレターを届けるなでござるの巻           | 成島由紀子   | 麦野アイス       | 麦野アイス      | 大宅幸男                                                                              |
| 2月15日        | 88    | シンゾウ、仲間に入りたいでござるの巻       | 田嶋久子     | 鳥羽明子         | 飯村正之        | 奥村シロウ、武田政夫 竹松一生、Jung gyu tak                                           |
| 2月15日        | 88    | オカリナの音色を追え!の巻                  | 成島由紀子   | 東根さくらんぼ   | 伊賀夕          | 李豪世、澤田裕美                                                                      |
| 2月16日        | 89    | 獅子丸を鍛え直すでござるの巻               | 相内美生     | 細谷秋夫         | 細谷秋夫        | 大武正枝                                                                              |
| 2月16日        | 89    | 芸能人と写真を撮りたいでござるの巻         | 川辺美奈子   | 細谷秋夫         | 細谷秋夫        | 長島崇、李豪世                                                                        |
| 2月17日        | 90    | 学級委員になりたくないでござるの巻         | 田嶋久子     | 門司港一         | 門司港一        | 門司港一、田中保 樋口善法                                                             |
| 2月17日        | 90    | 忍者道具は禁止でござるの巻                 | 川辺美奈子   | 門司港一         | 門司港一        | 樋口善法、はしもとかつみ 門司港一                                                     |
| 2月20日        | 91    | 熱闘けん玉大会でござるの巻                 | 相内美生     | 鈴木卓夫         | 牛草健          | 大武正枝                                                                              |
| 2月20日        | 91    | シンゾウはわらしべ長者でござるの巻         | 福島直浩     | 鳥羽明子         | 牛草健          | 松下佳弘、進藤満尾                                                                    |
| 2月21日        | 92    | 忍者雪合戦でござるの巻                     | 清水東       | 細谷秋夫         | 細谷秋夫        | 田中保、長島崇                                                                        |
| 2月21日        | 92    | スキーはお騒がせでござるの巻               | 石川あさみ   | パクキョンスン   | 布施康之        | 林一哉、水野知己 Lee Hose、Jung gyu tak                                               |
| 2月22日        | 93    | 果たし状が渡せないでござるの巻             | 相内美生     | 鈴木卓夫         | 館信一郎        | 奥村シロウ、武田政夫 竹松一生                                                         |
| 2月22日        | 93    | シンゾウの重たい修行でござるの巻           | 清水東       | パクキョンスン   | 飛田剛          | 宇津木勇、林一哉 水野知己                                                             |
| 2月23日        | 94    | 海の家は大繁盛でござるの巻                 | 清水東       | 門司港一         | 門司港一        | 樋口善法、長島崇                                                                      |
| 2月23日        | 94    | 拙者のくしゃみは大暴風でござるの巻         | 相内美生     | 細谷秋夫         | 細谷秋夫        | 樋口善法                                                                              |
| 2月24日        | 95    | お掃除、伊賀の三人衆でござるの巻           | 福島直浩     | 鳥羽明子         | 麦野アイス      | 田中保、はしもとかつみ                                                                |
| 2月24日        | 95    | お客様はいつまでもでござるの巻             | 成島由紀子   | 麦野アイス       | 麦野アイス      | 大宅幸男                                                                              |
| 2月27日        | 96    | 拙者に会えば痩せるでござるの巻             | 川辺美奈子   | 鈴木卓夫         | 久保太郎        | 奥村シロウ、武田政夫 竹松一生                                                         |
| 2月27日        | 96    | 会いたかったアイドルでござるの巻           | 相内美生     | 鳥羽明子         | いとうのりひこ  | 宇津木勇、進藤満尾 林一哉、水野知己                                                   |
| 2月28日        | 97    | オレオレ忍者にご用心でござるの巻           | 田嶋久子     | 細谷秋夫         | 細谷秋夫        | 田中保、松下佳弘                                                                      |
| 2月28日        | 97    | 小池先生は婚活中でござるの巻               | 成島由紀子   | 細谷秋夫         | 細谷秋夫        | 山崎猛、田中保                                                                        |
| 3月1日         | 98    | 誤解されて誤解するでござるの巻             | 福島直浩     | 門司港一         | 門司港一        | 門司港一                                                                              |
| 3月1日         | 98    | ハワイに行ってみようでござるの巻           | 相内美生     | 細谷秋夫         | 細谷秋夫        | 樋口善法、細谷秋夫 長島崇                                                             |
| 3月2日         | 99    | インドから忍者が来たでござるの巻           | うえのきみこ | 麦野アイス       | 牛草健          | 山崎猛                                                                                |
| 3月2日         | 99    | 今家出するところでござるの巻               | 川辺美奈子   | 木野雄           | 牛草健          | 樋口善法、長島崇                                                                      |
| 3月3日         | 100   | 影千代、危機一髪でござるの巻               | 田嶋久子     | 鳥羽明子         | 牛草健          | 大武正枝                                                                              |
| 3月3日         | 100   | 三葉家の娘でござるの巻                     | 成島由紀子   | 伊賀夕           | 伊賀夕          | 大武正枝                                                                              |
| 3月6日         | 101   | これは見事な茶碗でござるの巻               | 清水東       | 門司港一         | 門司港一        | はしもとかつみ、進藤満尾                                                              |
| 3月6日         | 101   | シンゾウの部屋が出来たござるの巻           | 福島直浩     | 門司港一         | 門司港一        | 門司港一                                                                              |
| 3月7日         | 102   | ピアノの発表会に急ぐでござるの巻           | 川辺美奈子   | 鈴木卓夫         | 館信一郎        | 奥村シロウ、武田政夫 竹松一生                                                         |
| 3月7日         | 102   | ママ上は名探偵でござるの巻                 | 相内美生     | 鳥羽明子         | 長友孝和        | 林一哉、林桂子 樋口善法、水野知己                                                     |
| 3月8日         | 103   | ビックリしてはいかんでござるの巻           | 清水東       | 鈴木卓夫         | 氏家友和        | 長島崇、樋口善法                                                                      |
| 3月8日         | 103   | モモンベエがやって来たでござるの巻         | 川辺美奈子   | 伊賀夕           | 氏家友和        | 山崎猛                                                                                |
| 3月9日         | 104   | おまじないで仲直りでござるの巻             | 石川あさみ   | 麦野アイス       | 麦野アイス      | 大宅幸男                                                                              |
| 3月9日         | 104   | 父上、母上、おなつかしゅうござるの巻       | 相内美生     | 麦野アイス       | 麦野アイス      | 長島崇、田中保                                                                        |
| 第5期          |       |                                            |              |                  |                 |                                                                                       |
| 2022年2月1日   | 105   | やる事なす事良い事でござるの巻             |              |                  |                 |                                                                                       |
| 2022年2月1日   | 105   | タコ墨の術対イカ墨の術でござるの巻         |              |                  |                 |                                                                                       |
| 2022年2月1日   | 106   | 三葉家の防災訓練でござるの巻               |              |                  |                 |                                                                                       |
| 2022年2月1日   | 106   | 水泳の特訓でござるの巻                     |              |                  |                 |                                                                                       |
| 2022年2月1日   | 107   | 忍法封印で生活改善でござるの巻             |              |                  |                 |                                                                                       |
| 2022年2月1日   | 107   | 方向音痴の道しるべでござるの巻             |              |                  |                 |                                                                                       |
| 2022年2月1日   | 108   | フリマで売られた巻物でござるの巻           |              |                  |                 |                                                                                       |
| 2022年2月1日   | 108   | 熱烈!カンフー対忍術でござるの巻            |              |                  |                 |                                                                                       |
| 2022年2月1日   | 109   | 忍法で大掃除でござるの巻                   |              |                  |                 |                                                                                       |
| 2022年2月1日   | 109   | 断水で困ったでござるの巻                   |              |                  |                 |                                                                                       |
| 2022年2月1日   | 110   | 熊になった獅子丸の巻                       |              |                  |                 |                                                                                       |
| 2022年2月1日   | 110   | ママ上のご機嫌アップ作戦の巻               |              |                  |                 |                                                                                       |
| 2022年2月1日   | 111   | 忍法ニオイ集めでござるの巻                 |              |                  |                 |                                                                                       |
| 2022年2月1日   | 111   | 恋を掴むボルダリングでござるの巻           |              |                  |                 |                                                                                       |
| 2022年2月1日   | 112   | ケマムキはアレが弱点の巻                   |              |                  |                 |                                                                                       |
| 2022年2月1日   | 112   | 骨をはずしすぎたでござるの巻               |              |                  |                 |                                                                                       |
| 2022年2月1日   | 113   | 忍法ゴミ分別でござるの巻                   |              |                  |                 |                                                                                       |
| 2022年2月1日   | 113   | まわれ!忍者コマ合戦の巻                    |              |                  |                 |                                                                                       |
| 2022年2月1日   | 114   | 寝違えたでござるの巻                       |              |                  |                 |                                                                                       |
| 2022年2月1日   | 114   | ママ上から隠し通すでござるの巻             |              |                  |                 |                                                                                       |
| 2022年2月1日   | 115   | ケン―氏は日直でござるの巻                  |              |                  |                 |                                                                                       |
| 2022年2月1日   | 115   | 我が家は運動からくり屋敷でござるの巻       |              |                  |                 |                                                                                       |
| 2022年2月1日   | 116   | 忍者風邪にご用心でござるの巻               |              |                  |                 |                                                                                       |
| 2022年2月1日   | 116   | 歩き出したら止められないでござるの巻       |              |                  |                 |                                                                                       |
| 2022年2月1日   | 117   | 一度は撮りたい絶景写真でござるの巻         |              |                  |                 |                                                                                       |
| 2022年2月1日   | 117   | またまたまたまた忍び足の巻                 |              |                  |                 |                                                                                       |
| 2022年2月1日   | 118   | ハムスターが逃げたでござるの巻             |              |                  |                 |                                                                                       |
| 2022年2月1日   | 118   | パパ上のくしゃみが止まらないでござるの巻   |              |                  |                 |                                                                                       |
| 2022年2月1日   | 119   | ロボット掃除機に襲われるでござるの巻       |              |                  |                 |                                                                                       |
| 2022年2月1日   | 119   | 目薬を避けてしまうでござるの巻             |              |                  |                 |                                                                                       |
| 2022年2月1日   | 120   | 世界一遠くへ飛ぶでござるの巻               |              |                  |                 |                                                                                       |
| 2022年2月1日   | 120   | 甘くて苦い試練でござるの巻                 |              |                  |                 |                                                                                       |
| 2022年2月1日   | 121   | 竹トンボは色鮮やかでござるの巻             |              |                  |                 |                                                                                       |
| 2022年2月1日   | 121   | カーナビとドライブでござるの巻             |              |                  |                 |                                                                                       |
| 2022年2月1日   | 122   | 仲直りはパパ上からでござるの巻             |              |                  |                 |                                                                                       |
| 2022年2月1日   | 122   | わたあめの家を作るでござるの巻             |              |                  |                 |                                                                                       |
| 2022年2月1日   | 123   | こんなゾンビは嫌だ!でござるの巻            |              |                  |                 |                                                                                       |
| 2022年2月1日   | 123   | こんな宇宙人は嫌だ!でござるの巻            |              |                  |                 |                                                                                       |
| 2022年2月1日   | 124   | 金魚すくい名人になりたいでござるの巻       |              |                  |                 |                                                                                       |
| 2022年2月1日   | 124   | シンゾウの記憶力でござるの巻               |              |                  |                 |                                                                                       |
| 2022年2月1日   | 125   | 青い鳥はいずこ?でござるの巻                |              |                  |                 |                                                                                       |
| 2022年2月1日   | 125   | カワイイ犬になりたいでござるの巻           |              |                  |                 |                                                                                       |
| 2022年2月1日   | 126   | ほれぼれ花でほれぼれでござるの巻           |              |                  |                 |                                                                                       |
| 2022年2月1日   | 126   | 真っ暗闇で修行でござるの巻                 |              |                  |                 |                                                                                       |
| 2022年2月1日   | 127   | 伝わらない暗号でござるの巻                 |              |                  |                 |                                                                                       |
| 2022年2月1日   | 127   | 生き物博士クンでござるの巻                 |              |                  |                 |                                                                                       |
| 2022年2月1日   | 128   | 鷹から手紙が奪われたでござるの巻           |              |                  |                 |                                                                                       |
| 2022年2月1日   | 128   | 恐怖の都市伝説でござるの巻                 |              |                  |                 |                                                                                       |
| 2022年2月1日   | 129   | 糸電話を繋げたいでござるの巻               |              |                  |                 |                                                                                       |
| 2022年2月1日   | 129   | ママ上はおてんばでござるの巻               |              |                  |                 |                                                                                       |
| 2022年2月1日   | 130   | ケムマキの家に猫二匹でござるの巻           |              |                  |                 |                                                                                       |
| 2022年2月1日   | 130   | 妖刀ハルサメを手に入れたでござるの巻       |              |                  |                 |                                                                                       |
| 第6期          |       |                                            |              |                  |                 |                                                                                       |
| 2022年2月1日   | 131   | ツバメの巣を守るでござるの巻               |              |                  |                 |                                                                                       |
| 2022年2月1日   | 131   | プラネタリウムを作るでござるの巻           |              |                  |                 |                                                                                       |
| 2022年2月1日   | 132   | 忍法ムササビを超えたいでござるの巻         |              |                  |                 |                                                                                       |
| 2022年2月1日   | 132   | シンゾウ、獅子丸、家事代行の巻             |              |                  |                 |                                                                                       |
| 2022年2月1日   | 133   | 氷の上をスイスイでござるの巻               |              |                  |                 |                                                                                       |
| 2022年2月1日   | 133   | あっちこっちに落し物でござるの巻           |              |                  |                 |                                                                                       |
| 2022年2月1日   | 134   | 厳しい人にはやわらか餅でござるの巻         |              |                  |                 |                                                                                       |
| 2022年2月1日   | 134   | 四つ葉のクローバーを探すでござるの巻       |              |                  |                 |                                                                                       |
| 2022年2月1日   | 135   | 獅子丸の散髪でござるの巻                   |              |                  |                 |                                                                                       |
| 2022年2月1日   | 135   | 化粧のノリが良すぎたでござるの巻           |              |                  |                 |                                                                                       |
| 2022年2月1日   | 136   | 本音が知りたいでござるの巻                 |              |                  |                 |                                                                                       |
| 2022年2月1日   | 136   | 忍法気合い砲でござるの巻                   |              |                  |                 |                                                                                       |
| 2022年2月1日   | 137   | 忍法音写しは楽しいでござるの巻             |              |                  |                 |                                                                                       |
| 2022年2月1日   | 137   | シンゾウの道具は折り紙でござるの巻         |              |                  |                 |                                                                                       |
| 2022年2月1日   | 138   | お年寄りハンターを捕まえる!の巻            |              |                  |                 |                                                                                       |
| 2022年2月1日   | 138   | 忍法を使う赤ちゃん?の巻                    |              |                  |                 |                                                                                       |
| 2022年2月1日   | 139   | 風鈴を奏でるでござるの巻                   |              |                  |                 |                                                                                       |
| 2022年2月1日   | 139   | 少年剣士、三葉ケン―でござるの巻            |              |                  |                 |                                                                                       |
| 2022年2月1日   | 140   | ケムマキ、史上最悪の日でござるの巻         |              |                  |                 |                                                                                       |
| 2022年2月1日   | 140   | 少年とシンゾウの風車でござるの巻           |              |                  |                 |                                                                                       |
| 2022年2月1日   | 141   | 書の道も一歩からでござるの巻               |              |                  |                 |                                                                                       |
| 2022年2月1日   | 141   | たか～い下駄で競争でござるの巻             |              |                  |                 |                                                                                       |
| 2022年2月1日   | 142   | 新忍法マグキャットでござるの巻             |              |                  |                 |                                                                                       |
| 2022年2月1日   | 142   | 手ごわい客が来たでござるの巻               |              |                  |                 |                                                                                       |
| 2022年2月1日   | 143   | ケムマキの忍び甲冑でござるの巻             |              |                  |                 |                                                                                       |
| 2022年2月1日   | 143   | ケン―氏、スクープを追うでござるの巻        |              |                  |                 |                                                                                       |
| 2022年2月1日   | 144   | 迷子のアザラシを救え!でござるの巻          |              |                  |                 |                                                                                       |
| 2022年2月1日   | 144   | カプセルトイを集めるでござるの巻           |              |                  |                 |                                                                                       |
| 2022年2月1日   | 145   | 忍者雪かき隊参上でござるの巻               |              |                  |                 |                                                                                       |
| 2022年2月1日   | 145   | 雪だるまさん、こんにちはの巻               |              |                  |                 |                                                                                       |
| 2022年2月1日   | 146   | からくり扉を開けるでござるの巻             |              |                  |                 |                                                                                       |
| 2022年2月1日   | 146   | 野宿なんて怖くないの巻                     |              |                  |                 |                                                                                       |
| 2022年2月1日   | 147   | 忍法ピッカピカの術でござる                 |              |                  |                 |                                                                                       |
| 2022年2月1日   | 147   | 傘まわしで福を呼ぶでござるの巻             |              |                  |                 |                                                                                       |
| 2022年2月1日   | 148   | ゴルフ場で迷子のパパ上の巻                 |              |                  |                 |                                                                                       |
| 2022年2月1日   | 148   | シンゾウのアップリケでござるの巻           |              |                  |                 |                                                                                       |
| 2022年2月1日   | 149   | 十六夜殿の引退宣言でござるの巻             |              |                  |                 |                                                                                       |
| 2022年2月1日   | 149   | 忍法もぐり影で帰宅中の巻                   |              |                  |                 |                                                                                       |
| 2022年2月1日   | 150   | ママ上は妖怪かもしれないの巻               |              |                  |                 |                                                                                       |
| 2022年2月1日   | 150   | らくがきは蝶のように舞うの巻               |              |                  |                 |                                                                                       |
| 2022年2月1日   | 151   | カエルはぐるぐるを狙うの巻                 |              |                  |                 |                                                                                       |
| 2022年2月1日   | 151   | 庭に干してる秘伝書を狙えの巻               |              |                  |                 |                                                                                       |
| 2022年2月1日   | 152   | 床に足をつけるな!の巻                      |              |                  |                 |                                                                                       |
| 2022年2月1日   | 152   | 最強?巨大からくり扇風機でござるの巻        |              |                  |                 |                                                                                       |
| 2022年2月1日   | 153   | 大事な蝶々が逃げちゃったの巻               |              |                  |                 |                                                                                       |
| 2022年2月1日   | 153   | 金縛りでたらい回しでござるの巻             |              |                  |                 |                                                                                       |
| 2022年2月1日   | 154   | ケムマキ氏が兄上でござるの巻               |              |                  |                 |                                                                                       |
| 2022年2月1日   | 154   | どすこい!ハットリ部屋でござるの巻          |              |                  |                 |                                                                                       |
| 2022年2月1日   | 155   | 人力車お姫様パレードでござるの巻           |              |                  |                 |                                                                                       |
| 2022年2月1日   | 155   | 玉乗り真剣勝負でござるの巻                 |              |                  |                 |                                                                                       |
| 2022年2月1日   | 156   | ハットリくんが出て行ったの巻               |              |                  |                 |                                                                                       |
| 2022年2月1日   | 156   | 全力!宅配ピザリレーでござるの巻            |              |                  |                 |                                                                                       |

## 劇場アニメ
単独で2作、『パーマン』とのコラボレーション作品として2作のアニメ映画が公開された。いずれも映画『ドラえもん』の併映作品で、映像ソフトは未発売。

### ニンニン忍法絵日記の巻
1982年3月公開。『ドラえもん のび太の大魔境』、『怪物くん デーモンの剣』と同時上映。上映時間は31分。
ケン一がハットリくんの日記を盗み読みする形で始まる、複数の短編をつなぎ合わせたオムニバス形式の作品。以下のパートから構成されている。
- ハットリくんのおるす番
- 桜の下で忍法水車
- ケン一くんの忍術に挑戦
- 獅子丸の減量大作戦
- 機械流忍者のロボ丸参上!

#### スタッフ
- 原作：藤子不二雄
- 脚本：桜井正明
- 作画監督：桜井美知代
- 美術監督：河野次郎
- 撮影監督：金子仁、角原幸枝
- 録音監督：大熊昭
- 音楽：菊池俊輔
- 総監督：笹川ひろし
- 監修：鈴木伸一
- 監督：棚橋一徳
- プロデューサー：加藤良雄、小泉美明、菅野哲夫
- コンテ ：池野文雄、石黒昇、遠藤政治、笹川ひろし、鈴木伸一
- レイアウト：遠藤政治
- 原画：大島秀範、神善吉雪、木場田実、白梅進、高橋信也、都丸保、野部駿夫
- 色指定：横山喜子
- 編集：岡安肇、小野寺桂子、小島俊彦、梅沢清志
- 制作担当：大場伊紘
- 制作デスク：熊瀬哲郎、田村学
- 制作進行：茂木仁史、吉武憲司
- 演出助手：青山弘、木宮茂
- 制作協力：旭通信社、藤子スタジオ
- 制作：シンエイ動画、小学館、テレビ朝日

#### 漫画
映画の公開に先駆けて、1982年2月15日発売の『月刊コロコロコミック』3月号に同名の漫画が掲載された（藤子不二雄Ⓐデジタルセレクション『新忍者ハットリくん』1巻に収録）。漫画は以下のパートから構成されており、一部の内容は映画とは異なる。
- 雨の日の忍法の巻（1頁）
- ケン一氏の忍法修業の巻（2頁）
- 獅子丸減量作戦の巻（2頁）
- 奇怪! 機械流忍者ロボ丸の巻（21頁）

上記のうち「奇怪! 機械流忍者ロボ丸の巻」は、1966年に雑誌『少年』に掲載された「ロボット忍者ロボ丸でござるの巻」（藤子不二雄Ⓐデジタルセレクション『忍者ハットリくん』2巻に収録）と「ハットリくん学校へ行くの巻」（同3巻に収録）の一部を組み合わせてリメイクした内容である。

### ニンニンふるさと大作戦の巻
1983年3月公開。『ドラえもん のび太の海底鬼岩城』、『パーマン バードマンがやってきた』と同時上映。上映時間は53分。
映画の公開に先駆けて、1982年12月15日発売の『月刊コロコロコミック』1983年1月号から4か月にわたり同名の漫画が連載された（単行本収録状況は#長編を参照）。
2022年5月に、藤子不二雄Ⓐの追悼特番としてCSのテレ朝チャンネルにてHDリマスター版が放送された。

#### あらすじ
久し振りに伊賀の里に帰って来たハットリくんとケン一たち。しかし里には人影が無く、そこへ待ち受けていたのはコンピューターを操る忍者「メカマロ」（声：野沢雅子）と、その部下のメカ忍軍団であった。伊賀の里を解放するため、ハットリくんはメカマロと激闘を繰り広げる。

#### スタッフ
- 原作：藤子不二雄
- 総監督：笹川ひろし
- 脚本：桜井正明、岸宗生、大久保昌一良
- 監督：藤原良二
- コンテ：池野文雄、藤原良二
- 監修：鈴木伸一
- 作画監督：桜井美知代
- 美術監督：宮野隆
- 撮影監督：都島雅義
- 録音監督：大熊昭
- 音楽：菊池俊輔
- 原画：土器手司、中島忠二、柳瀬譲二 他
- 動画検査：池田実木夫
- 色指定：吉岡昌仁
- 特殊効果：土井通明
- 編集：岡安肇、小野寺桂子、小島俊彦、渡辺雅日人
- 制作担当：熊瀬哲郎
- 制作デスク：茂木仁史
- 制作進行：吉武憲司
- 演出助手：木宮茂
- プロデューサー：加藤良雄、小泉美明、菅野哲夫
- 制作協力：旭通信社、藤子スタジオ
- 制作：シンエイ動画、小学館、テレビ朝日

### その他
- 忍者ハットリくん+パーマン 超能力ウォーズ（1984年、『のび太の魔界大冒険』と同時上映）
- 忍者ハットリくん+パーマン 忍者怪獣ジッポウVSミラクル卵（1985年、『のび太の宇宙小戦争』と同時上映）
- 交通安全でござる忍者ハットリくん（防災アニメ。第1部、第2部に分かれる）

## 実写映画
- NIN×NIN 忍者ハットリくん THE MOVIE：当時SMAPの香取慎吾主演で2004年に映画化された。

## 音楽

### 「忍者ハットリくん」という題名の曲
題名が「忍者ハットリくん」の曲が3つ存在するが、それぞれ別の曲である。詳細は下記のページを参照。
- 1966年版 - 忍者ハットリくん (前川陽子の曲)#1966年版（ドラマ『忍者ハットリくん』のオープニング曲）
- 1967年版 - 忍者ハットリくん (前川陽子の曲)#1967年版（ドラマ『忍者ハットリくん+忍者怪獣ジッポウ』のオープニング曲）
- 1981年版 - 忍者ハットリくん (堀絢子の曲)（1981年、2012年版アニメのオープニング曲）

### ドラマのその他の楽曲
- ごきげんジッポウくん （ドラマ『忍者ハットリくん+忍者怪獣ジッポウ』のエンディング曲）

### アニメのその他の楽曲
アニメの代表曲は以下の通り。下記の全ての作曲者は菊池俊輔。レコードはすべてコロムビアレコード。CD『忍者ハットリくん全曲集』でテレビアニメの主題歌、挿入歌を全て聴くことが出来る。
エンディング曲
- ねぇ ハットリくん
- シシ丸のちくわのうた（作詞：緒方賢一／編曲：いちひさし／歌：緒方賢一）

ミニコーナーの曲
- 忍者体操一、ニン、三（作詞：藤子不二雄／歌：堀絢子、コロムビアゆりかご会）
- 獅子丸絵かきうた（作詞：楠部弓／歌：緒方賢一）
- ハットリくん音頭（作詞：藤子不二雄／歌：堀絢子、こおろぎ'73）

## ゲームソフト
- 「忍者ハットリくん」（ファミリーコンピュータ用ゲームソフト、1986年3月5日発売、ハドソン）

## パチンコ・パチスロ
2016年現在、パチンコ・パチスロは計6種類が登場しており、全て大一商会による開発・発売でとなっている。
- 2003年、「CR忍者ハットリくん」として初登場。大当たり演出がウケて、大ヒットとなる。同メーカーのバカボンを受け継いだ演出。
- 2005年、「パチスロ忍者ハットリくん」が発売された。
- 2006年、「パチスロ忍者シンゾウくん」が発売された（「パチスロ忍者ハットリくん」の演出、ゲーム性を継承した改良バージョン）。
- 2009年、「CR（A）忍者ハットリくん～からくり屋敷に来たでござる！の巻」を発売。
- 2014年、「CR忍者ハットリくん～科学忍法VS忍の術」を発売。キャラクターは「映画ニンニンふるさと大作戦の巻」がモチーフとなっているがストーリーとしてはパチンコ完全オリジナル。この遊びやすい甘デジバージョンも存在。
- 2015年、「CRAシンちゃんにおまかせ～羽根モノの巻～」を発売、シリーズ初の羽根物となった。
- 2019年、「P忍者ハットリくん〜決戦!サイバーからくり城の巻」を発売。

## その他
藤子Aの出生地、氷見市を走る氷見線・城端線で「忍者ハットリくん列車」が運行されており、氷見線沿線では服部カンゾウが車内アナウンス（自動音声）を担当している。

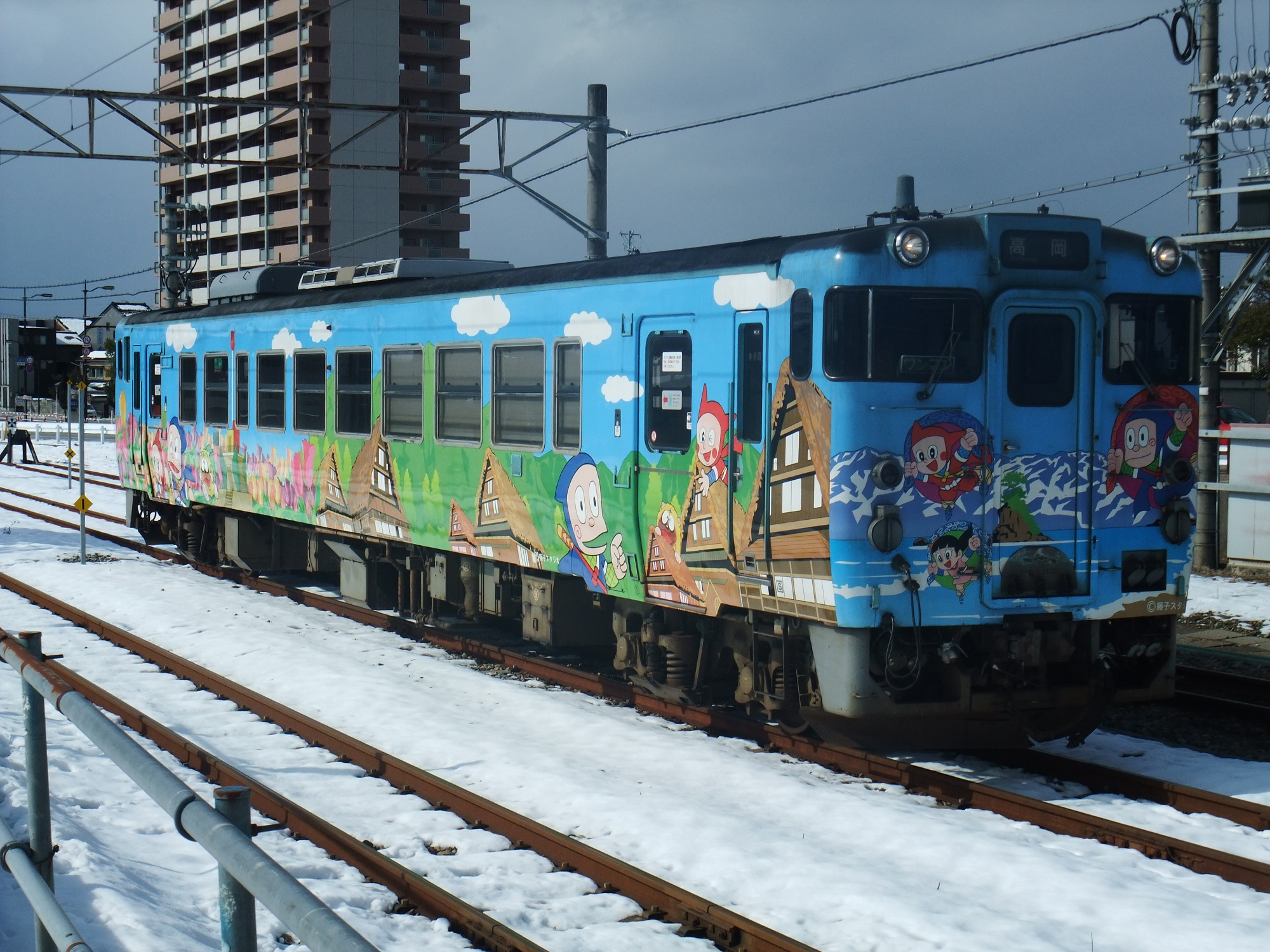
「忍者ハットリくん列車」（2014年2月10日）